# Kirchenbezirk Blaubeuren
Der Evangelische Kirchenbezirk Blaubeuren ist einer von 43 Kirchenbezirken bzw. Kirchenkreisen der Evangelischen Landeskirche in Württemberg. Sein Gebiet ist deckungsgleich mit dem Dekanat Blaubeuren.

## Geografie
Der Kirchenbezirk Blaubeuren liegt im Südosten der württembergischen Landeskirche. Sein Gebiet umfasst überwiegend den Osten der Schwäbischen Alb. Seine Kirchengemeinden gehören zu den politischen Städten und Gemeinden Allmendingen, Altheim, Blaubeuren, Berghülen, Blaustein, Dornstadt (nur Ortsteile Scharenstetten, Temmenhausen und Tomerdingen), Ehingen (Donau) (ohne Stadtteile Dächingen, Erbstetten, Frankenhofen, Granheim, Herbertshofen, Kirchbierlingen, Kirchen, Mundingen, Rißtissen und Volkersheim), Emeringen, Emerkingen, Erbach (nur Stadtteil Ringingen), Griesingen, Hausen am Bussen, Grundsheim, Laichingen (nur Stadtteile Machtolsheim und Suppingen), Lonsee (nur Ortsteil Radelstetten), Merklingen, Munderkingen, Nellingen, Obermarchtal, Oberstadion (ohne Ortsteil Moosbeuren), Rechtenstein, Rottenacker, Schelklingen (nur Hauptort und Ortsteile Hausen ob Urspring und Schmiechen), Untermarchtal, Unterstadion und Unterwachingen im Alb-Donau-Kreis sowie zur Gemeinde Uttenweiler (nur die Ortsteile Dietershausen, Dieterskirch, Dobel, Herlighof, Oberwachingen und Schupfenberg) im Landkreis Biberach.

### Nachbarkirchenbezirke
Der Kirchenbezirk Blaubeuren grenzt an folgende Kirchenbezirke (im Uhrzeigersinn, beginnend im Norden): Geislingen-Göppingen, Ulm, Biberach (alle Prälatur Ulm) sowie Bad Urach-Münsingen (Prälatur Reutlingen).

## Geschichte
Das Gebiet um Blaubeuren ist zweigeteilt. Der Norden gehört zum alten Kernland Württemberg, wo ab 1534 die Reformation eingeführt wurde. Blaubeuren wurde daher schon sehr früh (1556) Sitz eines Oberamts und ab etwa 1563 einer Superintendentur bzw. eines Dekanats. Dieses Gebiet ist daher überwiegend evangelisch geprägt. Das Amt des Dekans war ab 1579 mit der Stadtpfarrei Blaubeuren verbunden, zuvor war der Sitz des Dekans in Laichingen. Das Dekanat gehörte zunächst zum Generalat Urach und seit 1810 zur Generalsuperintendentur Ulm, aus der 1924 die heutige Prälatur Ulm hervorging. 1817 wurde das Dekanat Blaubeuren verkleinert, als aus sieben Pfarreien zusammen mit einigen Pfarreien des Dekanats Urach das neue Dekanat Münsingen errichtet wurde.
Der Süden des Kirchenbezirks Blaubeuren, der Raum Ehingen (Donau), gehörte bis 1806 zu Vorderösterreich und blieb nach der Reformation katholisch. Hier wurden evangelische Kirchengemeinden erst ab dem 19. Jahrhundert bzw. vermehrt nach dem Zweiten Weltkrieg gegründet. Die dortigen Kirchengemeinden befinden sich somit in der Diaspora.

## Leitung des Kirchenbezirks
Die Leitung des Kirchenbezirks obliegt der Bezirkssynode, dem Kirchenbezirksausschuss (KBA) und dem Dekan. Derzeitiger Dekan ist seit 2015 Frithjof Schwesig, der zugleich einer der Pfarrer an der Stadtkirche St. Peter und Paul in Blaubeuren ist.

### Dekane des Kirchenbezirks Blaubeuren seit 1800
- 1800–1817: Christian Jakob Baur
- 1818–1844: Ludwig Ernst Karl Bockshammer
- 1844–1853: Gottlieb Benjamin Friedrich Haas
- 1853–1871: Christian Friedrich Lempp (1808–1885)
- 1871–1882: Johann Georg Christian Karl Sigel
- 1882–1892: Paul Ernst Wurm (1829–1911, Vater von Theophil Wurm)
- 1892–1903: Karl Ludwig Findeisen
- 1903: Paul Wurster (1860–1923)
- 1904–1931: Alexander Friedrich Pfahler (1862–1937)
- 1931–1947: Theodor Hermann
- 1947–1953: Immanuel Mann
- 1954–1964: Erwin Bosler (1899–1989)
- 1964–1975: Fritz Schrägle (1910–1992)
- 1975–1994: Hartmut Dehlinger (1931–2021)
- 1995–2002: Franz Härle (1944–2002)
- 2002–2015: Klaus Schwarz (* 1949)
- seit 2015: Frithjof Schwesig (* 1960)

## Kirchengemeinden
Im Kirchenbezirk Blaubeuren gibt es insgesamt 24 Kirchengemeinden. Dabei haben sich vier Kirchengemeinden zu insgesamt zwei Gesamtkirchengemeinden zusammengeschlossen, bleiben aber weiterhin eigenständige Körperschaften des öffentlichen Rechts. Ein Teil des Kirchenbezirks Blaubeuren gehörte schon vor 1800 überwiegend zu Württemberg, wo ab 1534 die Reformation eingeführt wurde. In fast jedem Dorf gibt es somit dort eine meist alte evangelische Kirche und eine eigene Kirchengemeinde. In den anderen Gebieten sind die evangelischen Kirchengemeinden jüngeren Datums. Die jeweils in Klammern hinter dem Namen der Kirchengemeinde angegebenen Gemeindegliederzahlen beziehen sich auf die Jahre zwischen 2005 und 2017 und sind gerundet.

### Kirchengemeinde Asch-Sonderbuch-Wippingen

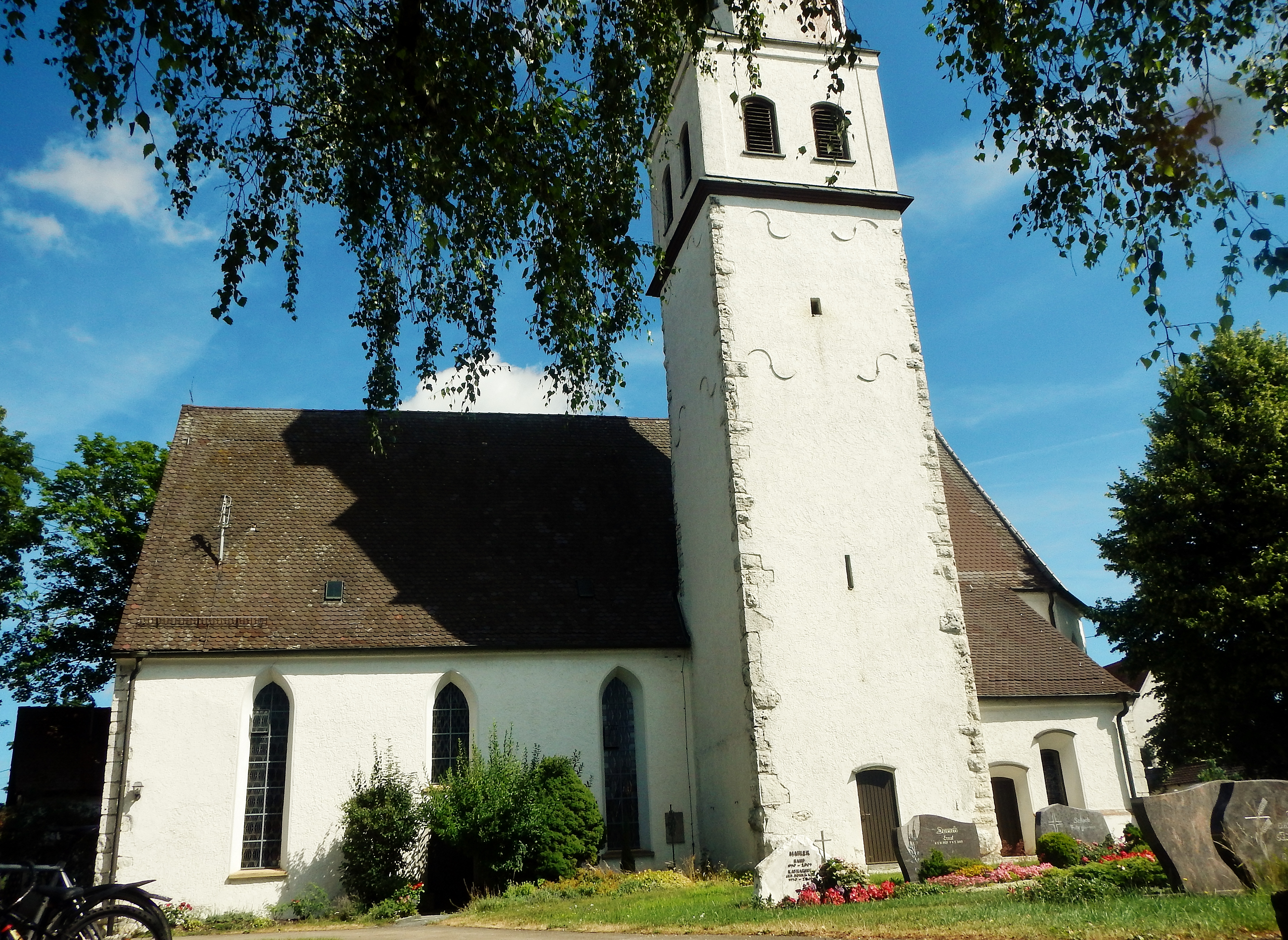
Evangelische Kirche in Asch

Die Kirchengemeinde Asch (ca. 1.050) umfasste den Stadtteil Asch der Stadt Blaubeuren. Eine Kirche wurde in Asch bereits 1236 erwähnt. 1477 wird sie zu Unserer Lieben Frau genannt. Das Patronat hatten seit dem 13. Jahrhundert die Grafen von Helfenstein, die es 1447 an Württemberg verkauften. Von dort wurde sie 1477 der Universität Tübingen inkorporiert. Durch Württemberg wurde die Reformation eingeführt. Die heutige Pfarrkirche 'Zu Unserer Lieben Frau' wurde um 1474 erbaut. Sie hat einen netzgewölbten Chor. 1960 wurde die Kirche innen renoviert. Dabei legte man spätgotische Wandmalereien aus dem Jahr 1510 frei.

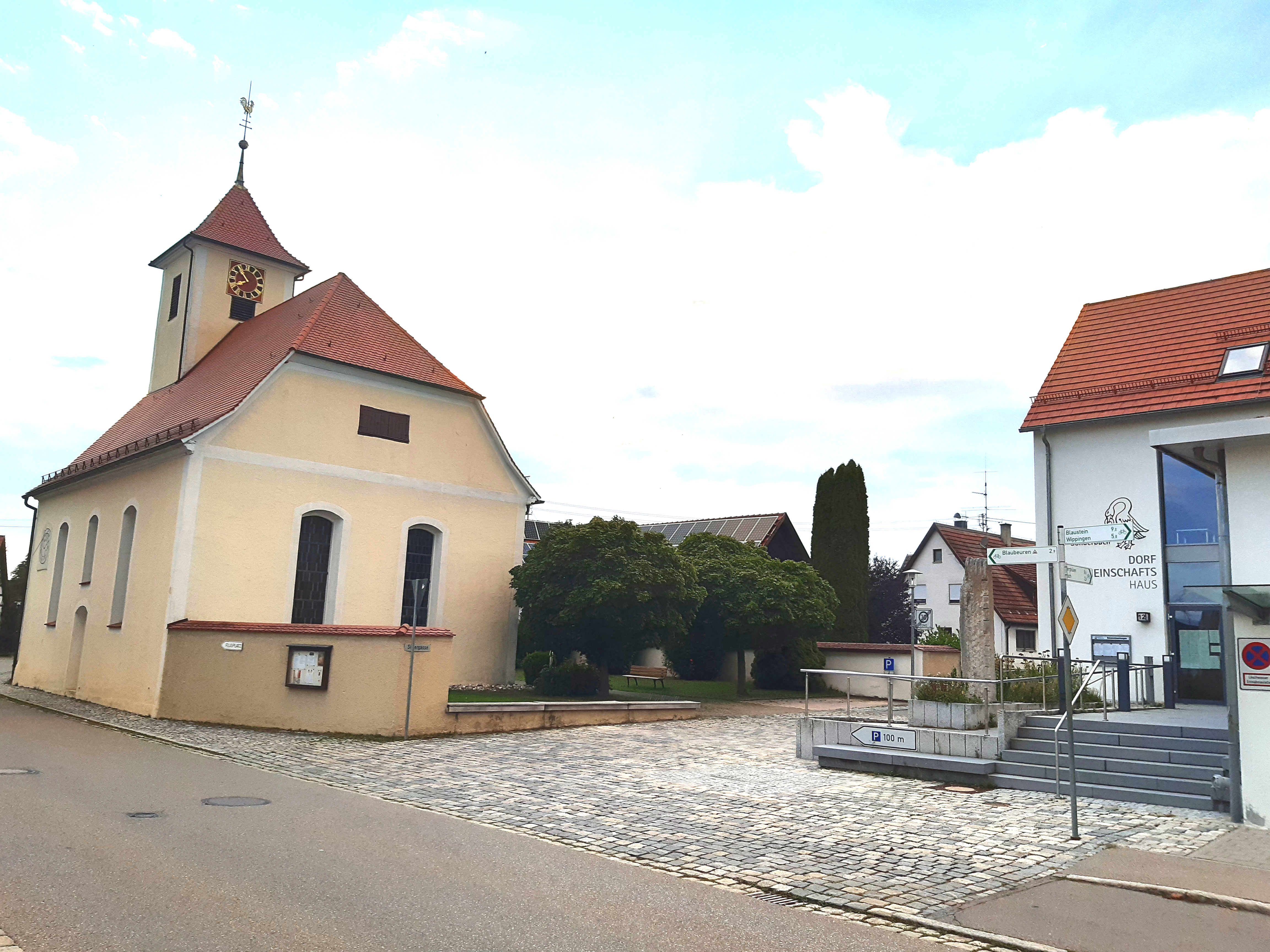
Evangelische Kirche in Sonderbuch

Die Kirchengemeinde Sonderbuch (ca. ) umfasste den Stadtteil Sonderbuch der Stadt Blaubeuren. Kirchlich war Sonderbuch stets eine Filiale von Asch, von wo die Kirchengemeinde bis heute betreut wird. Der Ort besitzt jedoch eine eigene Kirche, die 1780 im klassizistischen Stil erbaut wurde.

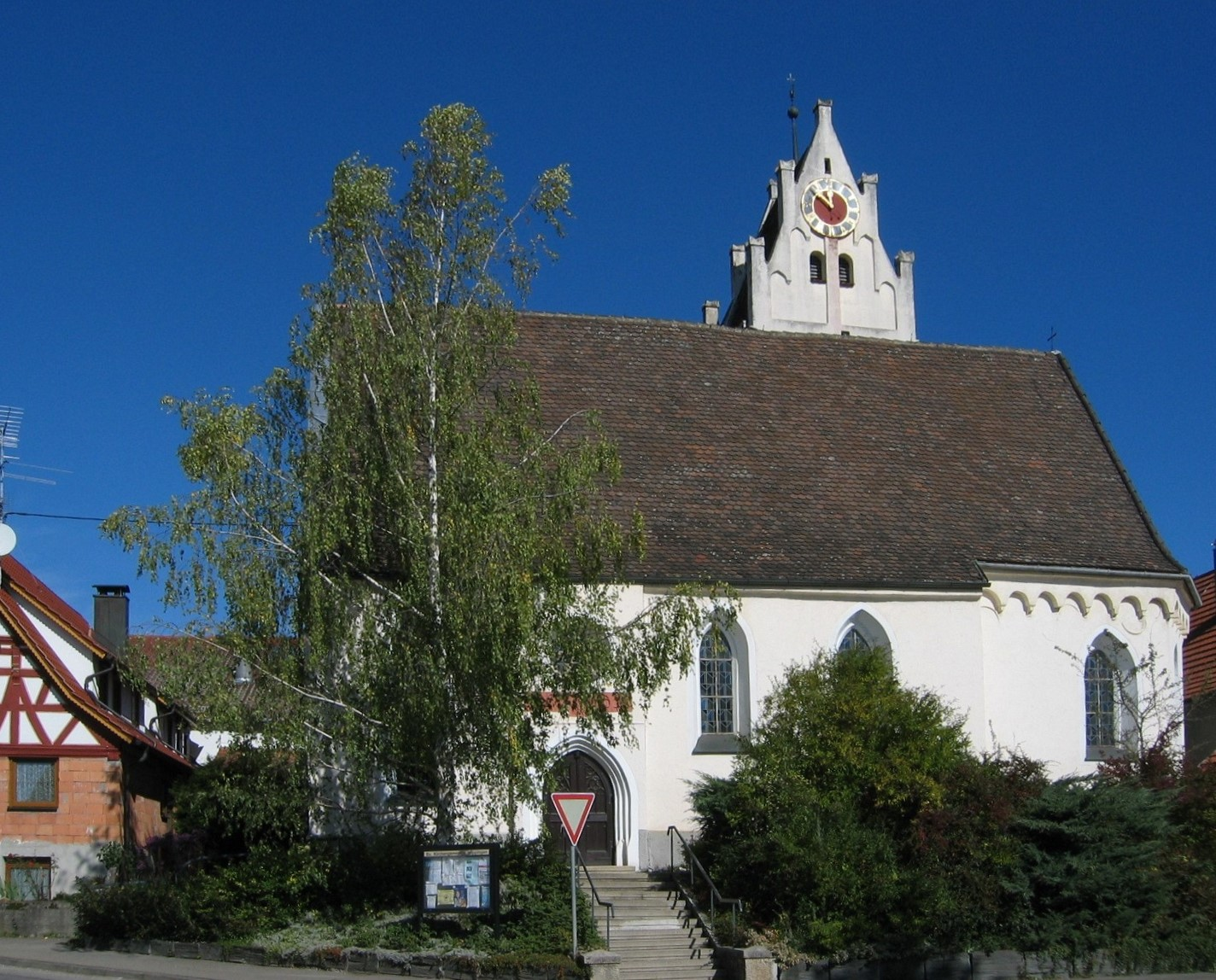
Evangelische Kirche in Wippingen

Die Kirchengemeinde Wippingen (ca. 570) umfasste die Ortsteile Wippingen und Lautern der Gemeinde Blaustein. Kirchlich war Wippingen zunächst Filiale von Herrlingen. 1417 wurde eine Kapelle zu Unserer Lieben Frau erwähnt. Da der Ort politisch teilweise zu Ulm, aber auch zu Württemberg gehörte, wurde überwiegend die Reformation eingeführt. Einige Teile von Wippingen blieben aber auch katholisch. Zunächst betreute der Pfarrer aus Asch den Ort. 1579 wurde die Pfarrei des benachbarten Ortes Lautern, das ebenfalls evangelisch geworden war, nach Wippingen verlegt. Die heutige Kirche in Wippingen wurde 1472 erbaut, 1703 barockisiert und 1950 erneuert. Sie hat noch einen spätgotischen Turm und Chor.

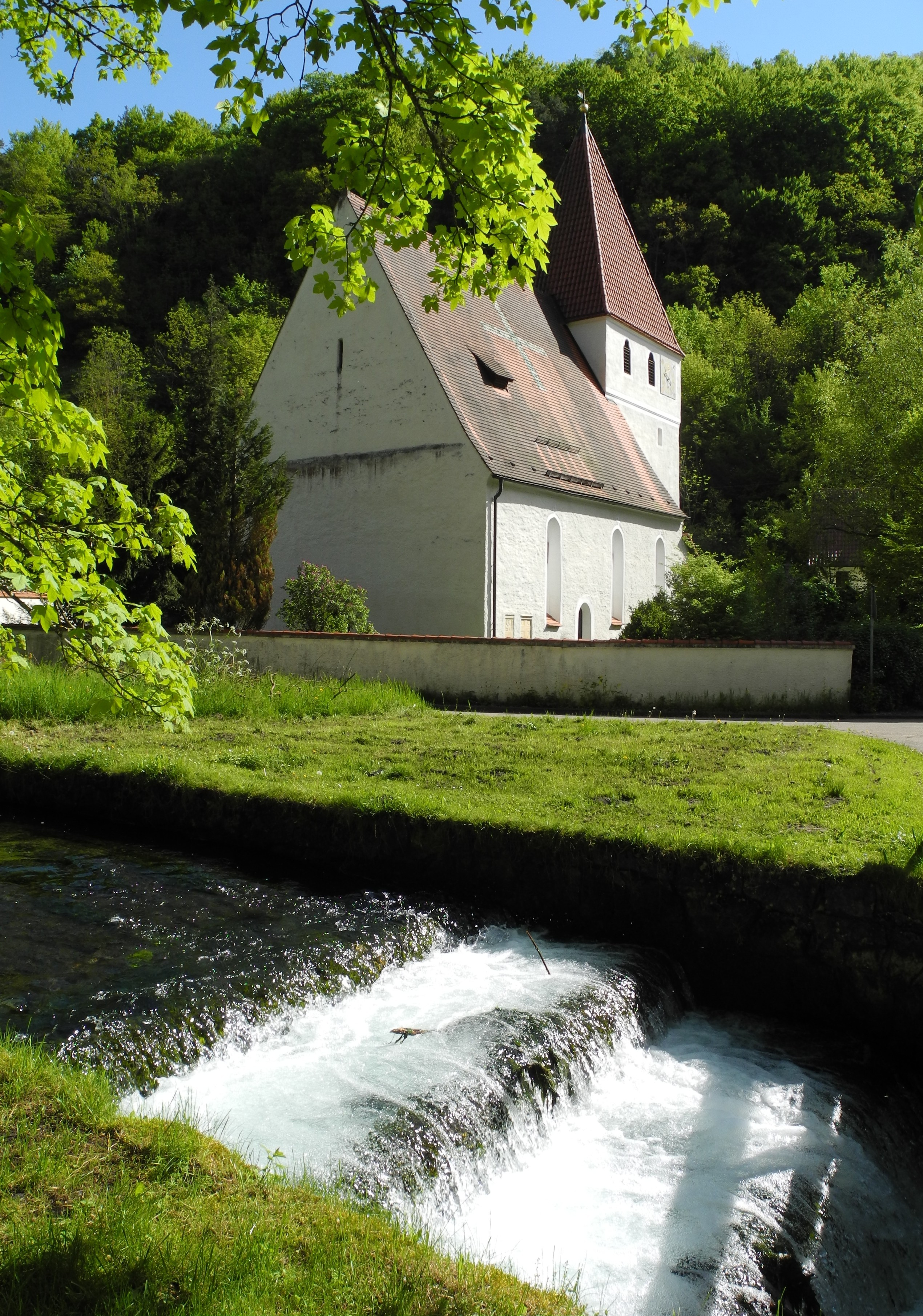
Evangelische Kirche in Lautern

Obwohl Lautern nach 1579 keinen eigenen Pfarrer mehr hatte, blieb die romanische Chorturmkirche des Ortes, die 1587 und 1722 verändert worden war, noch Pfarrkirche und Lautern eine eigene Kirchengemeinde. Am 5. Dezember 1971 wurde die Kirchengemeinde Lautern mit der Kirchengemeinde Wippingen vereinigt. Das Schiff der Kirche Unserer Lieben Frau in Lautern stammt aus dem 15. Jahrhundert. Im Chor ist ein Flügelaltar von 1509 zu sehen.
Bis 1928 bildete der Nachbarort Klingenstein eine Filialkirchengemeinde von Wippingen. Durch Bekanntmachung des Oberkirchenrats vom 2. August 1928 wurde die Filialkirchengemeinde Klingenstein von der Muttergemeinde Wippingen losgelöst und zur selbständigen Kirchengemeinde erhoben. 1973 wurde sie in Kirchengemeinde Blaustein umbenannt.

### Kirchengemeinde Berghülen

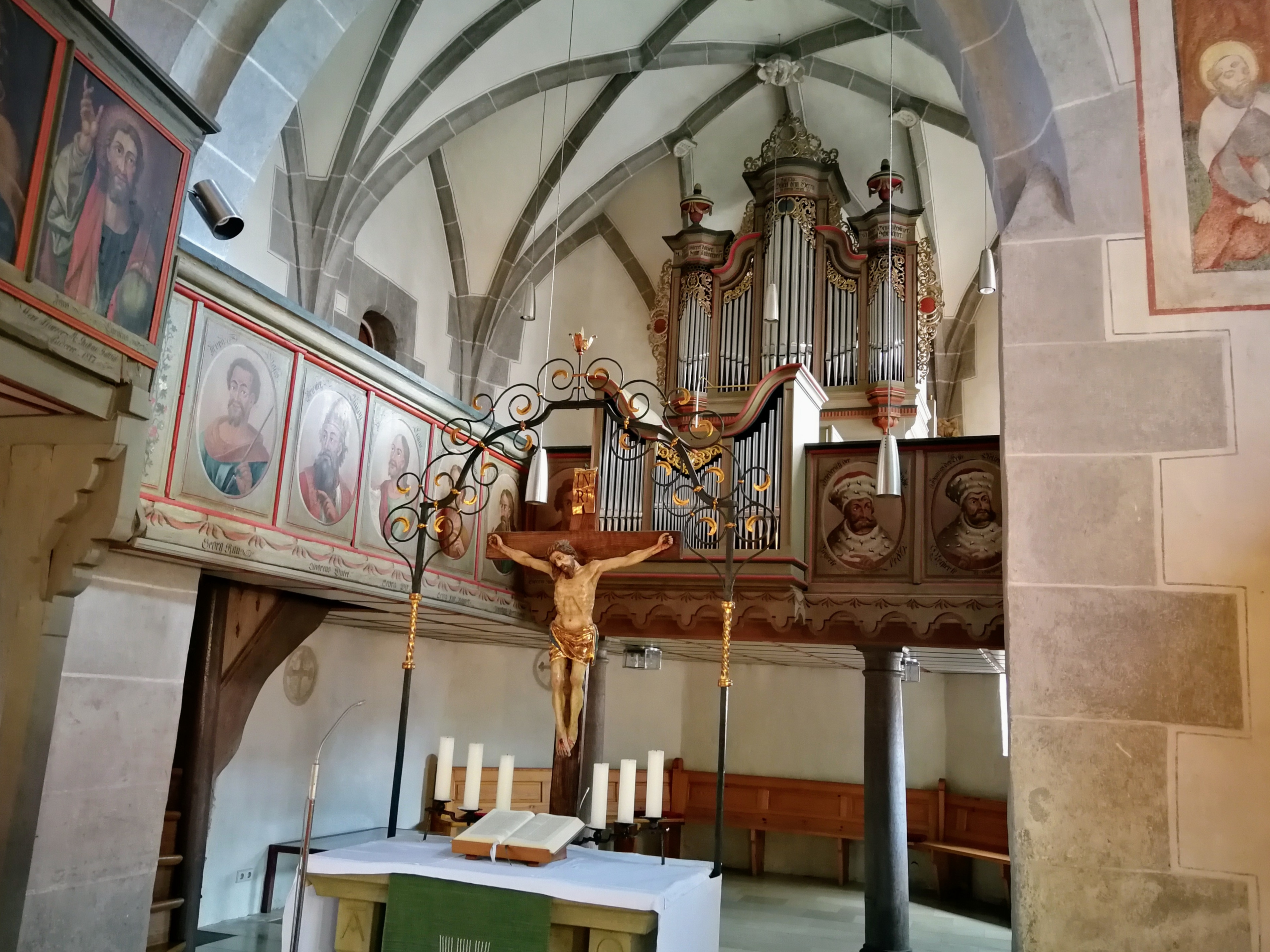
Evangelische Kirche in Berghülen

Die Kirchengemeinde Berghülen (ca. 1.350) umfasst den Hauptort der Gemeinde Berghülen; die Ortsteile Bühlenhausen und Treffensbuch bilden eigene Kirchengemeinden, werden jedoch vom Pfarramt Berghülen mit betreut. Kirchlich war Berghülen zunächst Filiale von Seißen. Doch hatte der Ort schon im 14. Jahrhundert eine Kapelle St. Laurentius, an der Staimar und die Gemeinde Seißen 1364 eine Frühmesse stifteten. 1456 erhob Württemberg Berghülen zur eigenen Pfarrei. Anstelle der alten Laurentiuskapelle wurde 1504 die heutige Kirche erbaut. Es handelt sich um einen Saalbau mit Flachdecke und netzgewölbtem Chor. Im Innern sind spätgotische Wandmalereien zu sehen.

### Kirchengemeinde Bermaringen-Temmenhausen-Tomerdingen

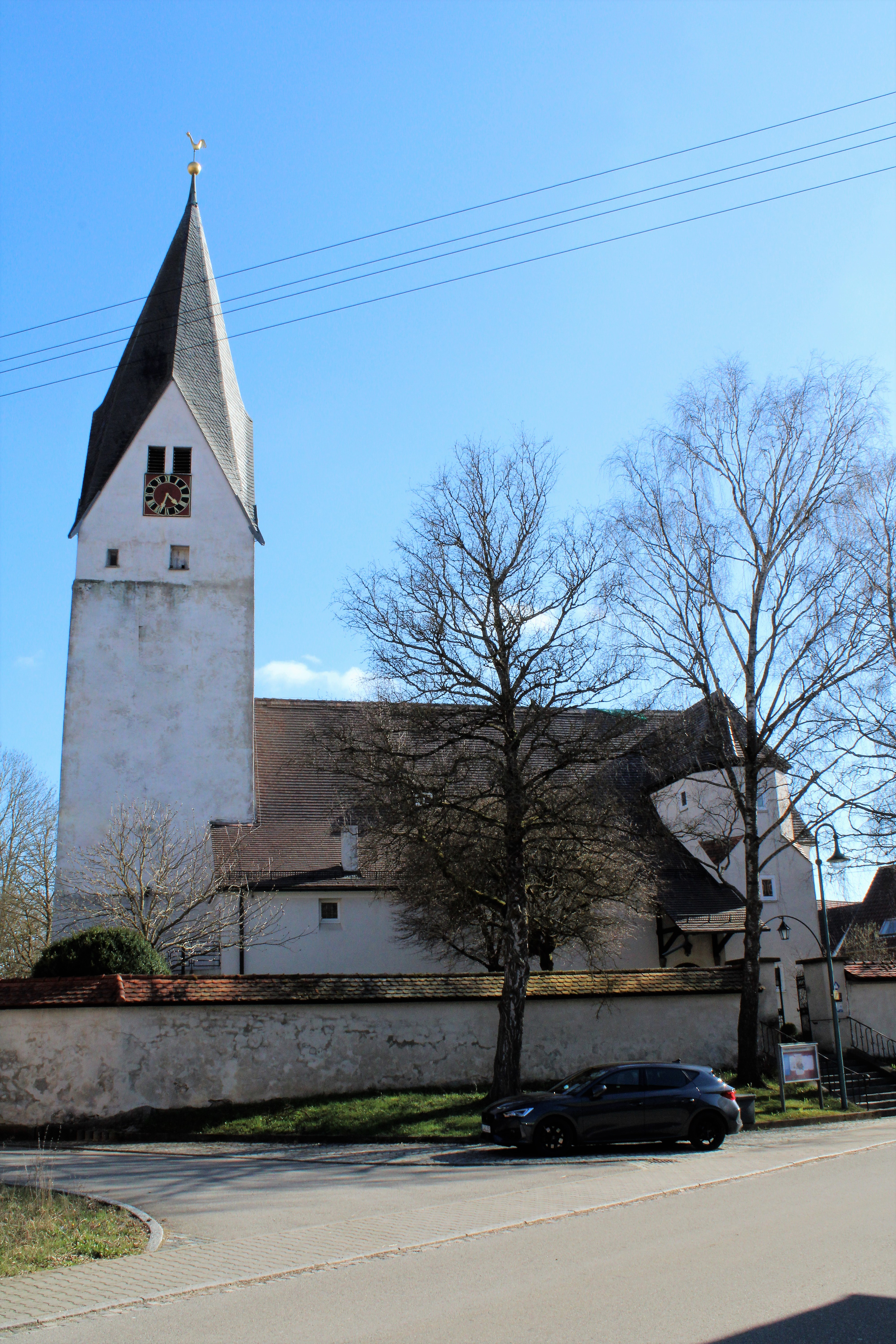
Kirche St. Martin in Bermaringen

Die Kirchengemeinde Bermaringen-Temmenhausen-Tomerdingen wurde zum 1. Januar 2023 durch Zusammenschluss der bis dahin selbständigen Kirchengemeinden Bermaringen und Temmenhausen-Tomerdingen gebildet, die jedoch schon zuvor von einem gemeinsamen Pfarramt betreut wurden.
Die Kirchengemeinde Bermaringen (ca. 1.650) umfasste den Ortsteil Bermaringen der Gemeinde Blaustein. Eine Kirche und Pfarrei wurde 1275 erstmals erwähnt. 1462 wird sie St. Martin genannt. Die Kirche war aber nicht für den ganzen Ort zuständig. Vielmehr gehörte ein Teil des Ortes Bermaringen mit der Kapelle St. Bernhard zur Pfarrei Lautern, die jedoch später aufgehoben wurde. Das Patronat der Dorfkirche St. Martin hatten die Herren von Stein zu Klingenstein, welche es an das Kloster Urspring und diese dann an die Reichsstadt Ulm gaben. Von dort wurde die Reformation eingeführt. Schon 1461 wurde die Kirche vergrößert und mehrmals umgebaut. Die überwiegend erst nach dem Zweiten Weltkrieg zugezogenen evangelischen Bewohner von Tomerdingen wurden zunächst der Kirchengemeinde Bermaringen zugeordnet, später  wurden sie dann der Kirchengemeinde Temmenhausen (heute Temmenhausen-Tomerdingen) zugeordnet.

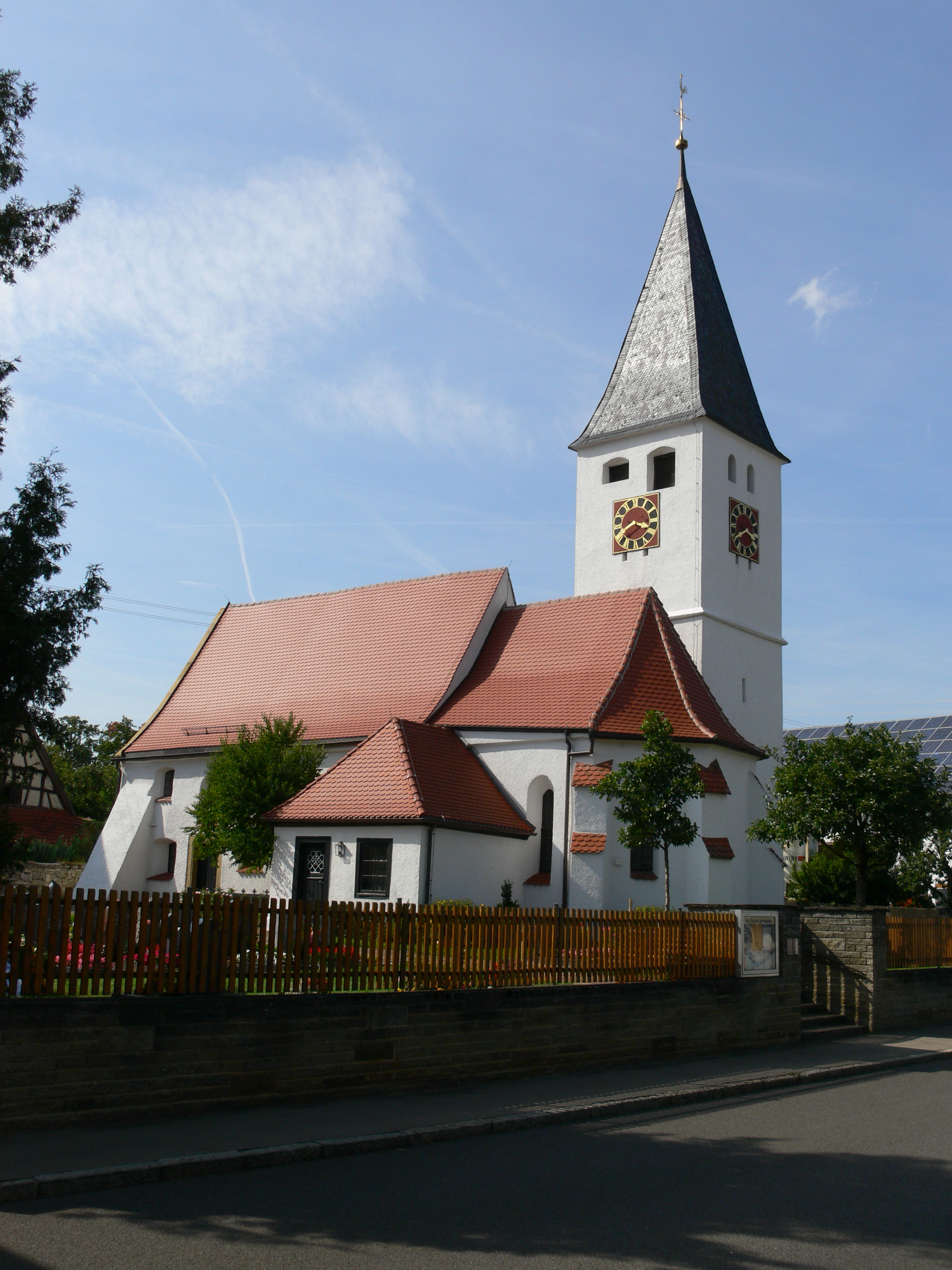
Nikolauskirche in Temmenhausen

Die Kirchengemeinde Temmenhausen-Tomerdingen (ca. ) umfasste die Ortsteile Temmenhausen und Tomerdingen der Gemeinde Dornstadt. 1324 wurde in Temmenhausen eine Kapelle St. Nikolaus erwähnt. Sie war Filiale von Tomerdingen. 1436 wurde dort eine Kaplanei gestiftet. Ulm führte die Reformation ein und erwarb die andere Hälfte des Patronatsrechts vom Deutschen Orden. Danach war Temmenhausen evangelische Pfarrei, doch wird die Kirchengemeinde Temmenhausen heute vom Pfarramt Bermaringen betreut. Die Kirche wurde im 15. Jahrhundert erbaut. Der spätgotische Chor hat ein Netzgewölbe. Der Altar ist hochbarock. Im Innern wurde Wandmalereien freigelegt. 1908 und 1955 wurde die Kirche restauriert.
Tomerdingen blieb nach der Reformation katholisch. Die überwiegend erst nach dem Zweiten Weltkrieg zugezogenen evangelischen Bewohner wurden zunächst der Kirchengemeinde Bermaringen zugeordnet, später  wurden sie der Kirchengemeinde Temmenhausen zugeordnet. Gottesdienste finden in der Friedhofskapelle St. Martin statt.
Die Kirchengemeinde Temmenhausen wurde mit Wirkung vom 30. Oktober 2008 in Kirchengemeinde Temmenhausen-Tomerdingen umbenannt.

### Kirchengemeinde Blaubeuren

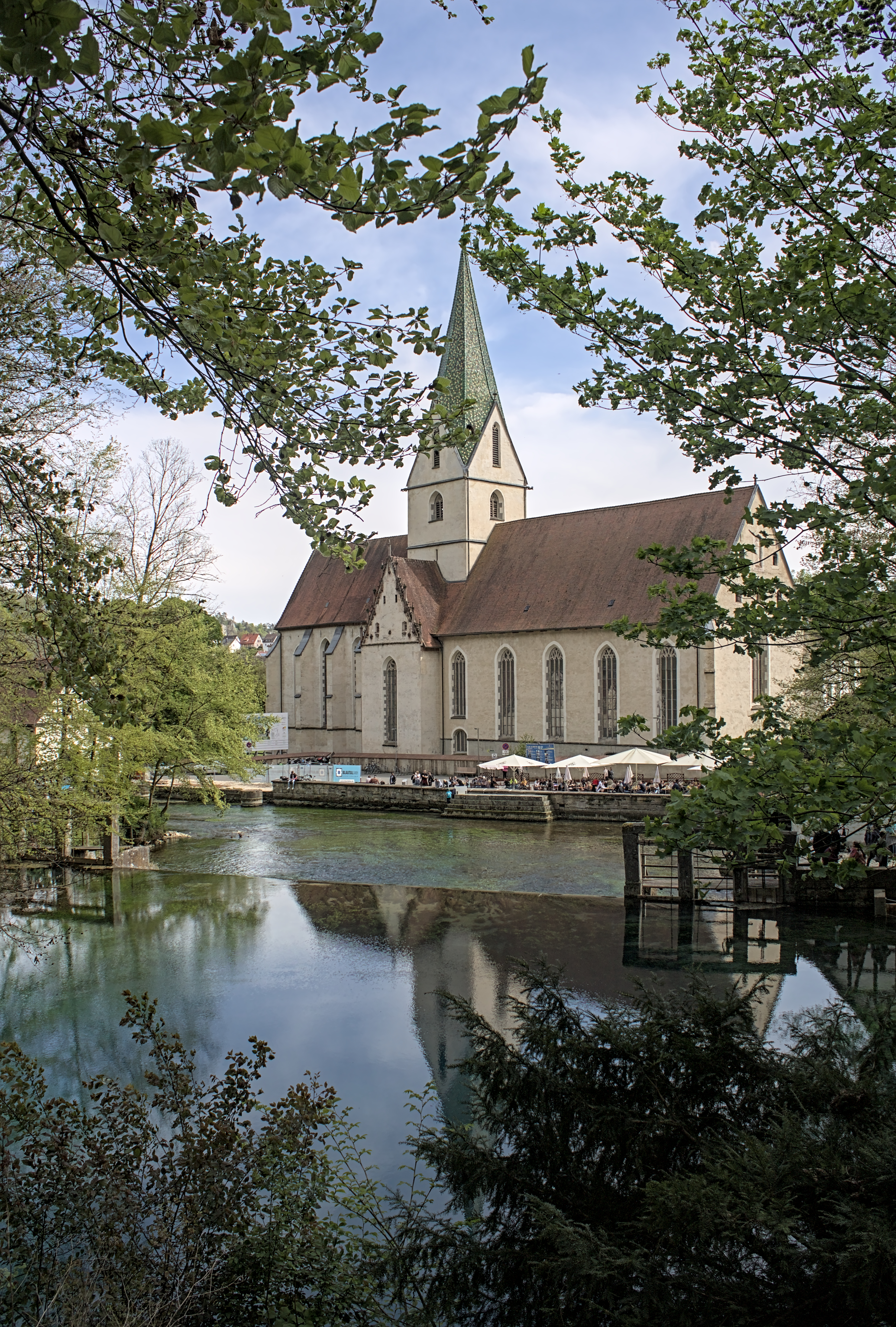
Klosterkirche Blaubeuren

Die Kirchengemeinde Blaubeuren (ca. 2.100) umfasst die Kernstadt und die Gleißenburger Höfe von Blaubeuren, wobei letztere bis 1934 noch zur Kirchengemeinde Pappelau gehörten und durch Bekanntmachung des Oberkirchenrats vom 7. März 1934 der Kirchengemeinde Blaubeuren zugeordnet wurden. Die Stadtteile Asch, Gerhausen, Pappelau (mit Beiningen), Seißen, Sonderbuch und Weiler bilden eigenständige Kirchengemeinden. Das kirchliche Leben in Blaubeuren begann mit der Gründung des Klosters durch die Grafen Sigiboto, Anselm und Hugo von Tübingen um 1080. Die zugehörige Klosterkirche wurde 1108 erstmals erwähnt. In der nahe dem Kloster gegründeten Stadt wurde 1182 eine Kirche und Pfarrei St. Peter und Paul erwähnt. Württemberg führte die Reformation ein und löste das Kloster 1536 auf. Nach 1561 wurde eine Klosterschule eingerichtet, aus der das heutige Seminar hervorging. Erster Abt der Klosterschule war Matthäus Alber. Die Klosterkirche wurde später profaniert, dient aber heute aber auch wieder für kirchliche Zwecke. So finden dort im Sommer, zusätzlich zu den Gottesdiensten in der Stadtkirche, Frühgottesdienste statt.

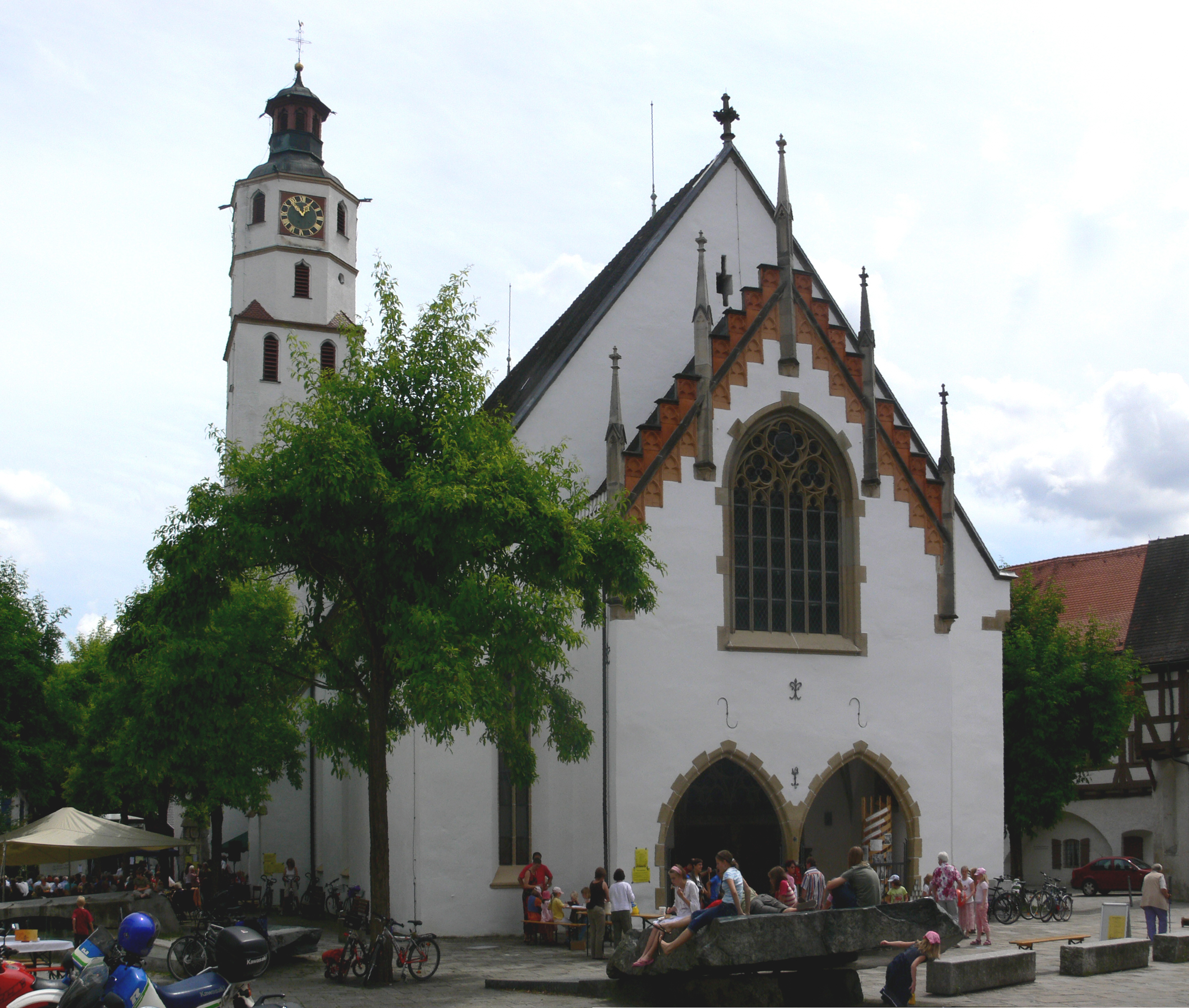
Evang. Stadtkirche Blaubeuren

Die Stadtkirche wurde nach der Reformation evangelische Pfarrkirche. Sie wurde als einschiffige Kirche im gotischen Stil vor 1343 erbaut und war ursprünglich der Jungfrau Maria geweiht. Der Chor der Kirche wurde um 1497 erbaut. Der Nordturm neben dem Chor hat eine Laterne aus dem 17. Jahrhundert. Im Kirchenschiff sind noch gotische Fresken erhalten, darunter ein Kreuzigungsbild. Im Chor steht ein Flügelaltar der Ulmer Schule aus dem 15. Jahrhundert, der sog. Neubronner Altar. Die Kirchengemeinde Blaubeuren hat auch ein Gemeindehaus, das Matthäus-Alber-Haus. Sie ist auch Träger des Kindergartens Am Dodelweg. Heute gibt es zwei Pfarrämter in der Kirchengemeinde Blaubeuren. Sie tragen die Bezeichnungen I und II. Das Pfarramt II betreut auch die Kirchengemeinde Weiler.

### Gesamtkirchengemeinde Blaustein
Die Gesamtkirchengemeinde Blaustein (ca. 3.200) umfasst die Ortsteile Arnegg, Ehrenstein, Herrlingen, Klingenstein und Weidach der Gemeinde Blaustein. Sie wurde mit Wirkung vom 12. November 1989 gebildet, als aus Teilen der bisherigen Kirchengemeinde Blaustein die eigenständige Kirchengemeinde Herrlingen gebildet wurde, so dass die beiden Kirchengemeinden Blaustein und Herrlingen seither die Gesamtkirchengemeinde Blaustein bilden. Die anderen Ortsteile der Gemeinde Blaustein (Bermaringen, Markbronn mit Dietingen und Wippingen mit Lautern) bilden eigenständige Kirchengemeinden, die aber nicht zur Gesamtkirchengemeinde Blaustein gehören.

#### Kirchengemeinde Blaustein

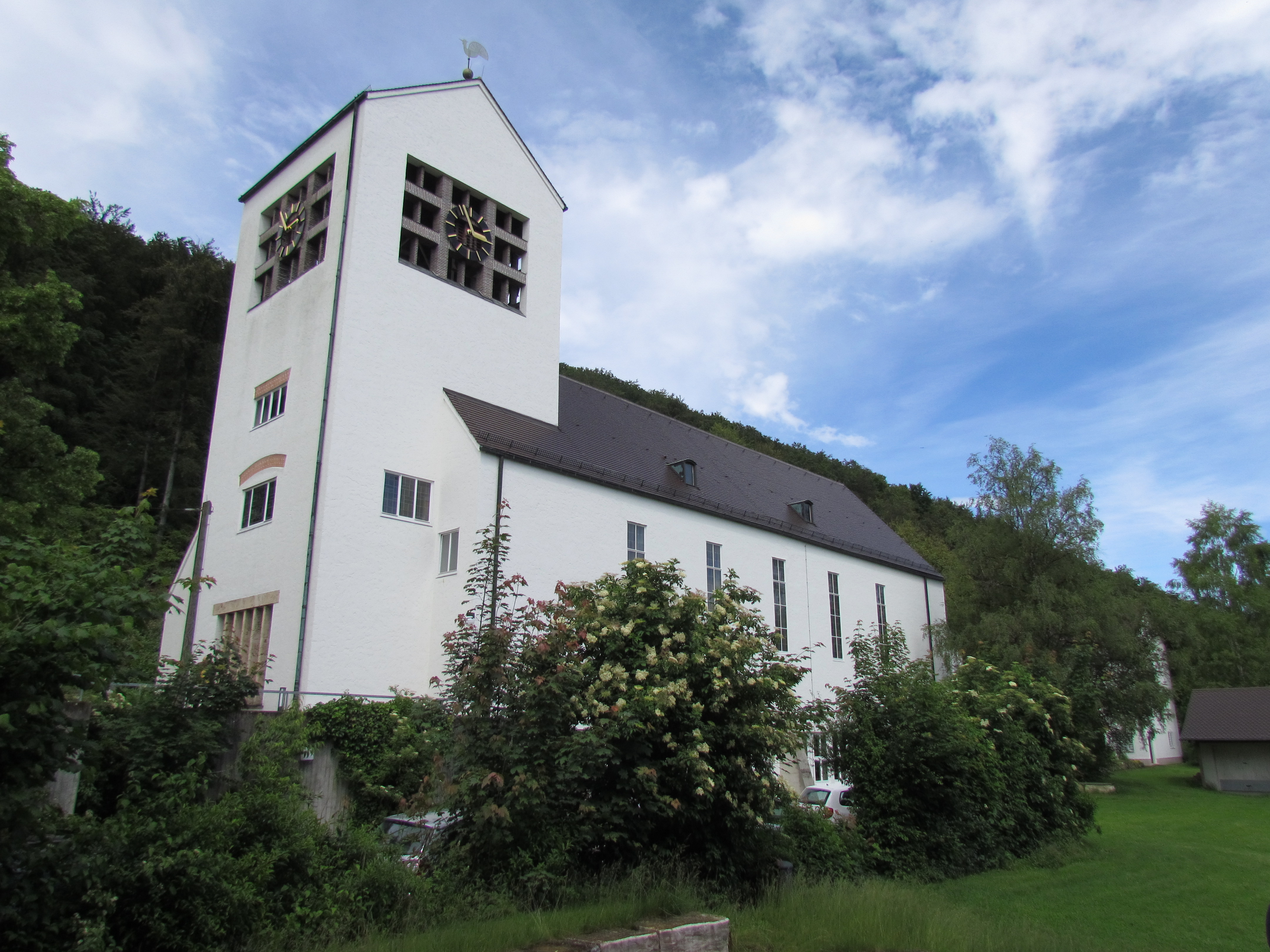
Evangelische Kreuzkirche in Blaustein

Die Kirchengemeinde Blaustein (ca. 1.850) umfasst die Ortsteile Ehrenstein und Klingenstein der Gemeinde Blaustein. Ehrenstein und Klingenstein sowie ebenfalls die Orte Arnegg, Herrlingen und Weidach blieben nach der Reformation katholisch. Im 20. Jahrhundert zogen auch evangelische Bewohner zu. Sie wurden zunächst der Kirchengemeinde Wippingen zugeordnet, bis in Klingenstein eine eigene Filialkirchengemeinde von Wippingen gebildet wurde. Durch Bekanntmachung des Oberkirchenrats vom 2. August 1928 wurde die Filialkirchengemeinde Klingenstein dann von der Muttergemeinde Wippingen losgelöst und zur selbständigen Kirchengemeinde erhoben. 1931 wurde schließlich in Klingenstein eine eigene Pfarrei gegründet, der auch die evangelischen Bewohner aus Arnegg, Ehrenstein, Herrlingen und Weidach zugeordnet wurden, und die Kreuzkirche erbaut. Nachdem sich 1968 Ehrenstein und Klingenstein zur Gemeinde Blaustein vereinigt hatten, wurde mit Wirkung vom 17. September 1973 auch die Kirchengemeinde Klingenstein in „Kirchengemeinde Blaustein“ umbenannt. Mit Wirkung vom 12. November 1989 wurde für die Orte Arnegg, Herrlingen und Weidach die eigenständige Kirchengemeinde Herrlingen gebildet, die seither mit der Kirchengemeinde Blaustein die ebenfalls neu gegründete Gesamtkirchengemeinde Blaustein bildet.

#### Kirchengemeinde Herrlingen

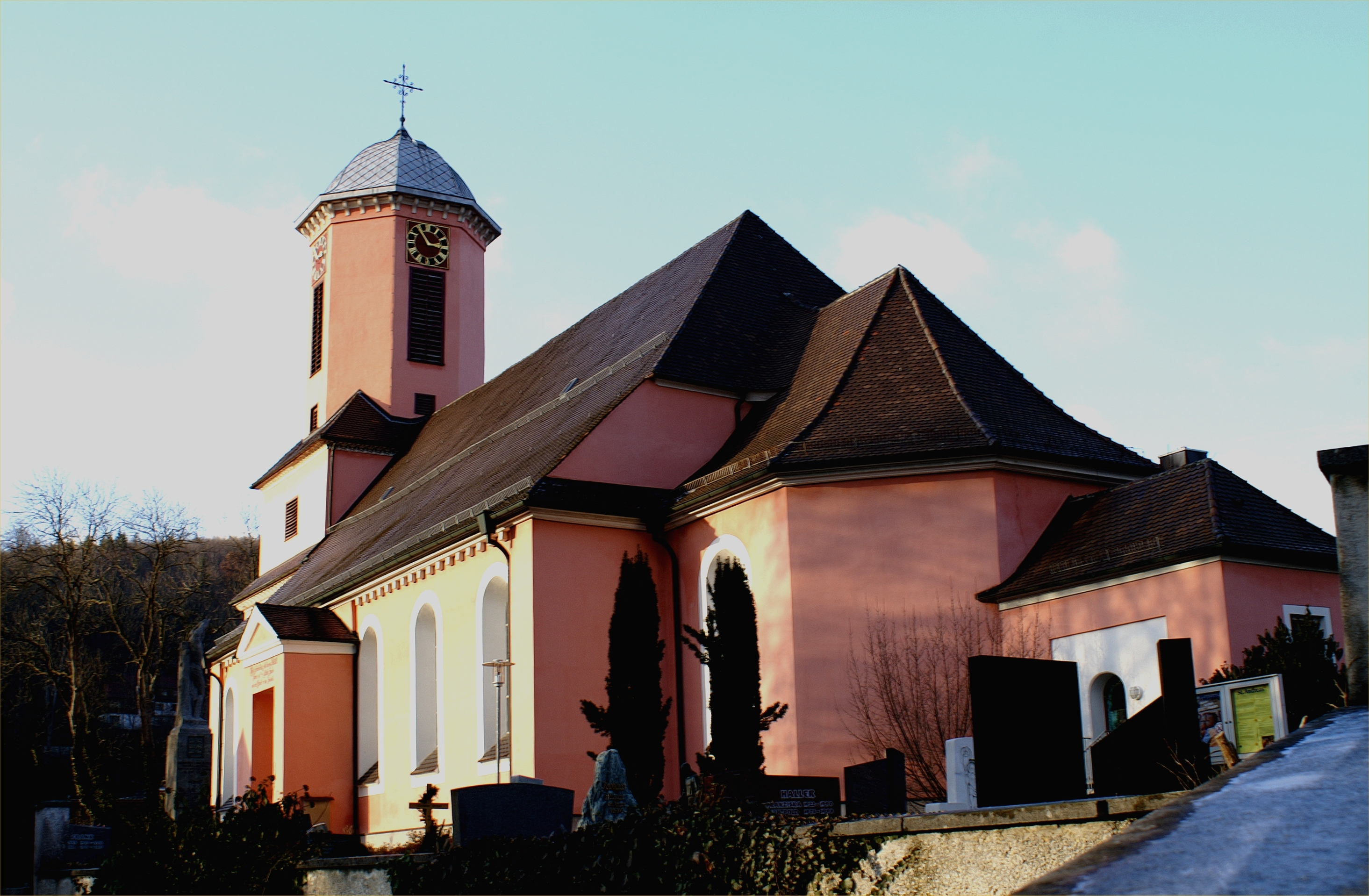
Andreaskirche in Herrlingen

Die Kirchengemeinde Herrlingen (ca. 1.330) umfasst die Ortsteile Arnegg, Herrlingen und Weidach der Gemeinde Blaustein. Arnegg, Herrlingen und Weidach blieben nach der Reformation katholisch. Die überwiegend erst nach dem Zweiten Weltkrieg zugezogenen evangelischen Bewohner wurden zunächst der Kirchengemeinde Wippingen zugeordnet. Später gehörten diese Orte zur Kirchengemeinde Klingenstein, die seit 1973 Kirchengemeinde Blaustein heißt. Bereits 1965 wurde in Herrlingen jedoch eine eigene Kirche, die Auferstehungskirche erbaut, später dann auch eine eigene Pfarrei errichtet. Mit Wirkung vom 12. November 1989 wurde für die Orte Arnegg, Herrlingen und Weidach die eigene Kirchengemeinde Herrlingen errichtet. Diese bildet seither zusammen mit der Kirchengemeinde Blaustein die ebenfalls 1989 neu errichtete Gesamtkirchengemeinde Blaustein.

### Kirchengemeinde Bühlenhausen

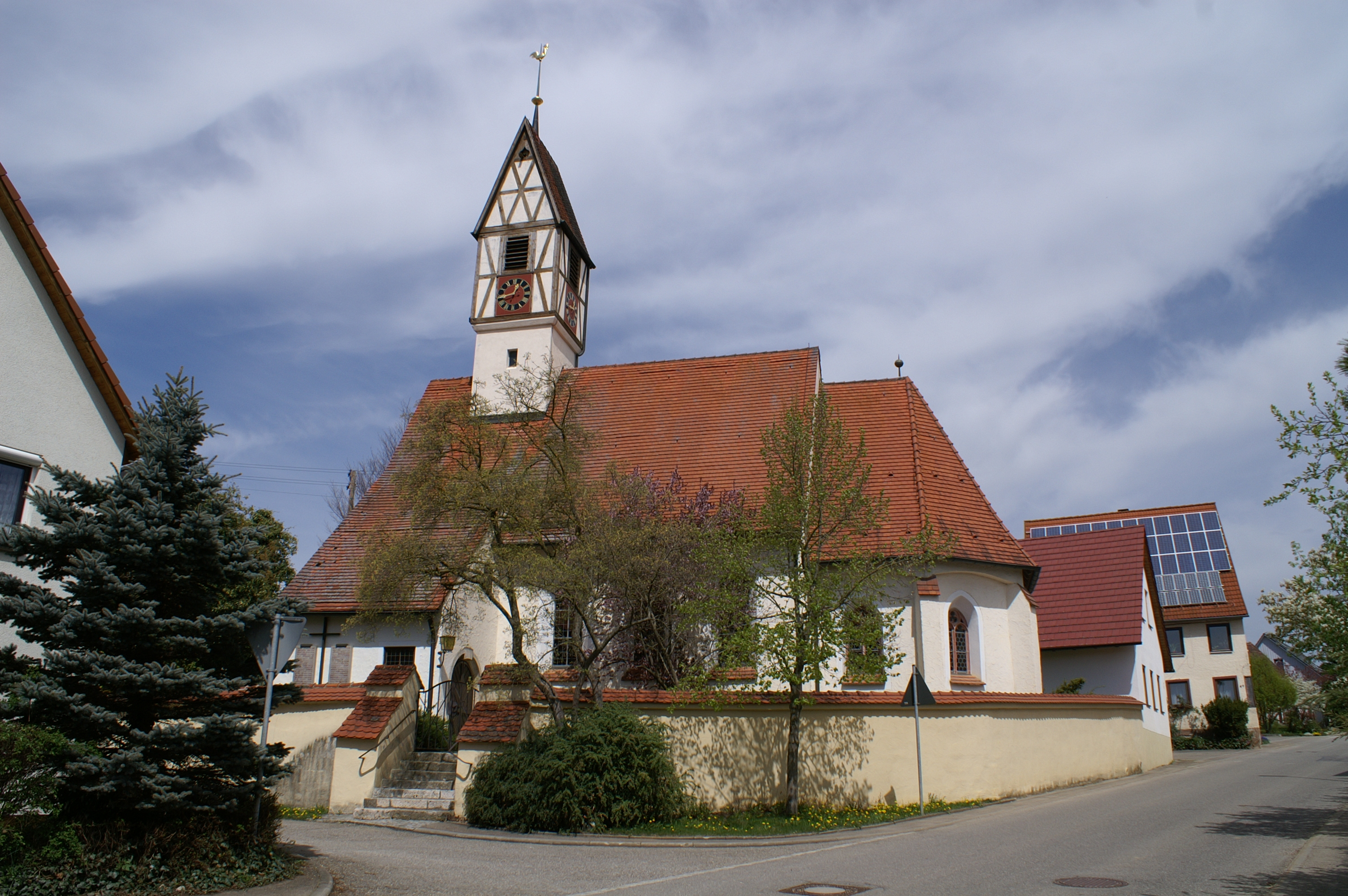
Kirche St. Veit in Bühlenhausen

Die Kirchengemeinde Bühlenhausen (ca. ) umfasst den Ortsteil Bühlenhausen der Gemeinde Berghülen. Kirchlich war Bühlenhausen zunächst Filiale von Asch. Die Kirche St. Veit wurde 1481 erbaut. Sie hat einen spitzen Chorbogen und Fresken aus dem Jahr 1487. Seit 1812 wird die Kirchengemeinde Bühlenhausen vom Pfarramt Berghülen betreut.

### Gesamtkirchengemeinde Ehingen
Die Gesamtkirchengemeinde Ehingen (ca. ) umfasst die Kernstadt und die Stadtteile Berkach, Altbierlingen, Altsteußlingen, Berg, Gamerschwang, Heufelden, Nasgenstadt und Schaiblishausen der Stadt Ehingen (Donau) sowie den Hauptort der Gemeinde Allmendingen und die Gemeinden Altheim und Griesingen. Sie besteht aus den beiden nachfolgenden Kirchengemeinden Ehingen und Allmendingen.

#### Kirchengemeinde Ehingen

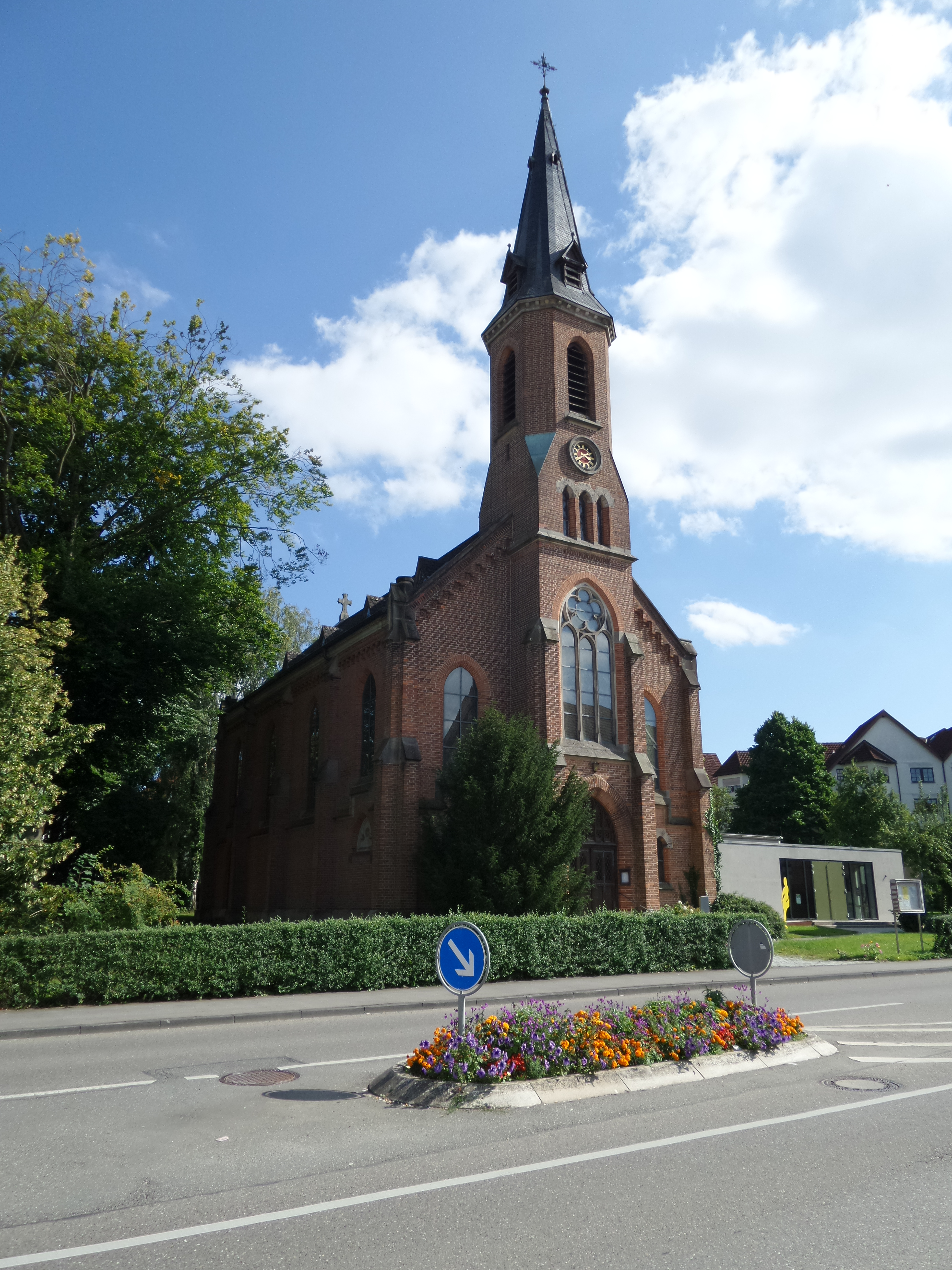
Evangelische Stadtkirche Ehingen

Die Kirchengemeinde Ehingen (ca. 3.700) umfasst die Kernstadt und die Stadtteile Berkach, Altbierlingen, Altsteußlingen, Berg, Gamerschwang, Heufelden, Nasgenstadt und Schaiblishausen der Stadt Ehingen (Donau). Der Stadtteil Frankenhofen gehört zur Kirchengemeinde Weilersteußlingen, die Stadtteile Herbertshofen, Kirchbierlingen und Volkersheim zur Kirchengemeinde Rottenacker. Der Stadtteil Rißtissen gehört zur Kirchengemeinde Ersingen im Kirchenbezirk Biberach und die Stadtteile Mundingen, Dächingen, Erbstetten, Granheim und Kirchen gehören zur Kirchengemeinde Mundingen im Kirchenbezirk Bad Urach-Münsingen.
Ehingen und das gesamte Umland blieben nach der Reformation katholisch. Erst im 19. Jahrhundert zogen auch wieder Evangelische nach Ehingen, später auch in die anderen heutigen Stadtteile Ehingens. Anfangs wurden die evangelischen Bewohner von der Pfarrei Rottenacker betreut. 1848 wurde in Ehingen eine Filialkirchengemeinde errichtet und 1879 eine evangelische Kirche gebaut. Seit 1889 gibt es eine eigene evangelische Pfarrei. Ein zweites Gemeindezentrum Wenzelstein mit eigener Pfarrei entstand 1971, so dass es heute die beiden Pfarrbezirke Ehingen-Nord und Ehingen-Süd innerhalb der Kirchengemeinde Ehingen gibt. Zusammen mit der Kirchengemeinde Allmendingen bildet die Kirchengemeinde Ehingen die Gesamtkirchengemeinde Ehingen.

#### Kirchengemeinde Allmendingen
Die Kirchengemeinde Allmendingen (ca. 650) umfasst den Hauptort der Gemeinde Allmendingen bestehend aus den ehemaligen Ortsteilen Großallmendingen und Kleinallmendingen und den Ortsteil Niederhofen mit zugehörigen Weilern sowie die Gemeinde Altheim. Die Allmendinger Ortsteile Ennahofen, Grötzingen und Weilersteußlingen gehören zur Kirchengemeinde Weilersteußlingen. Der Ortsteil Niederhofen mit Ziegelei, Pfraunstetten und Schwörzkirch der Gemeinde Allmendingen wurde erst durch Bekanntmachung des Oberkirchenrats vom 19. August 1985 von der Kirchengemeinde Ersingen (Kirchenbezirk Biberach) abgetrennt, in den Kirchenbezirk Blaubeuren umgegliedert und der Kirchengemeinde Allmendingen zugeordnet.
Allmendingen und Altheim blieben nach der Reformation katholisch. Eine evangelische Gemeinde entstand als Folge der Errichtung der beiden Zementfabriken in Allmendingen 1880 bzw. 1890 und bestand ursprünglich fast ausschließlich aus Arbeitern und Angestellten der Fabriken bzw. der Angehörigen. Die Gemeinde wurde von der Kirchengemeinde Ehingen betreut. Eine evangelische Kirche war jedoch nicht vorhanden, so dass der evangelische Gottesdienst seit 1890 an jedem ersten Sonntag im Monat in einem „katholischen Schullokal“ stattfand. Mit dem Konsistorialerlass vom 5. Mai 1896 wurde die Filialgemeinde Allmendingen, bestehend aus Allmendingen, Hausen ob Allmendingen und Altheim (bei Ehingen), gegründet. Nach dem Zweiten Weltkrieg stieg die Anzahl der evangelischen Bewohner. 1963 erhielt Allmendingen eine eigene evangelische Kirche und es wurde auch eine eigene Kirchengemeinde als Teil der Gesamtkirchengemeinde Ehingen gebildet. Ihr wurden auch die evangelischen Bewohner aus Altheim zugeordnet.

### Kirchengemeinde Gerhausen
Die Kirchengemeinde Gerhausen (ca. 850) umfasst den Stadtteil Gerhausen mit Altental der Stadt Blaubeuren. Kirchlich war Gerhausen zunächst Filiale von Pappelau. 1501 stiftete die Gemeinde eine Kaplanei. Das alte Kirchlein des Ortes wurde wohl im 14. Jahrhundert erbaut. Es stand auf einer Blauinsel. 1848 wurde Gerhausen eine Pfarrverweserei und 1902 eigene Pfarrei. Die heutige Kirche in Gerhausen wurde 1927 neu erbaut.

### Kirchengemeinde Machtolsheim

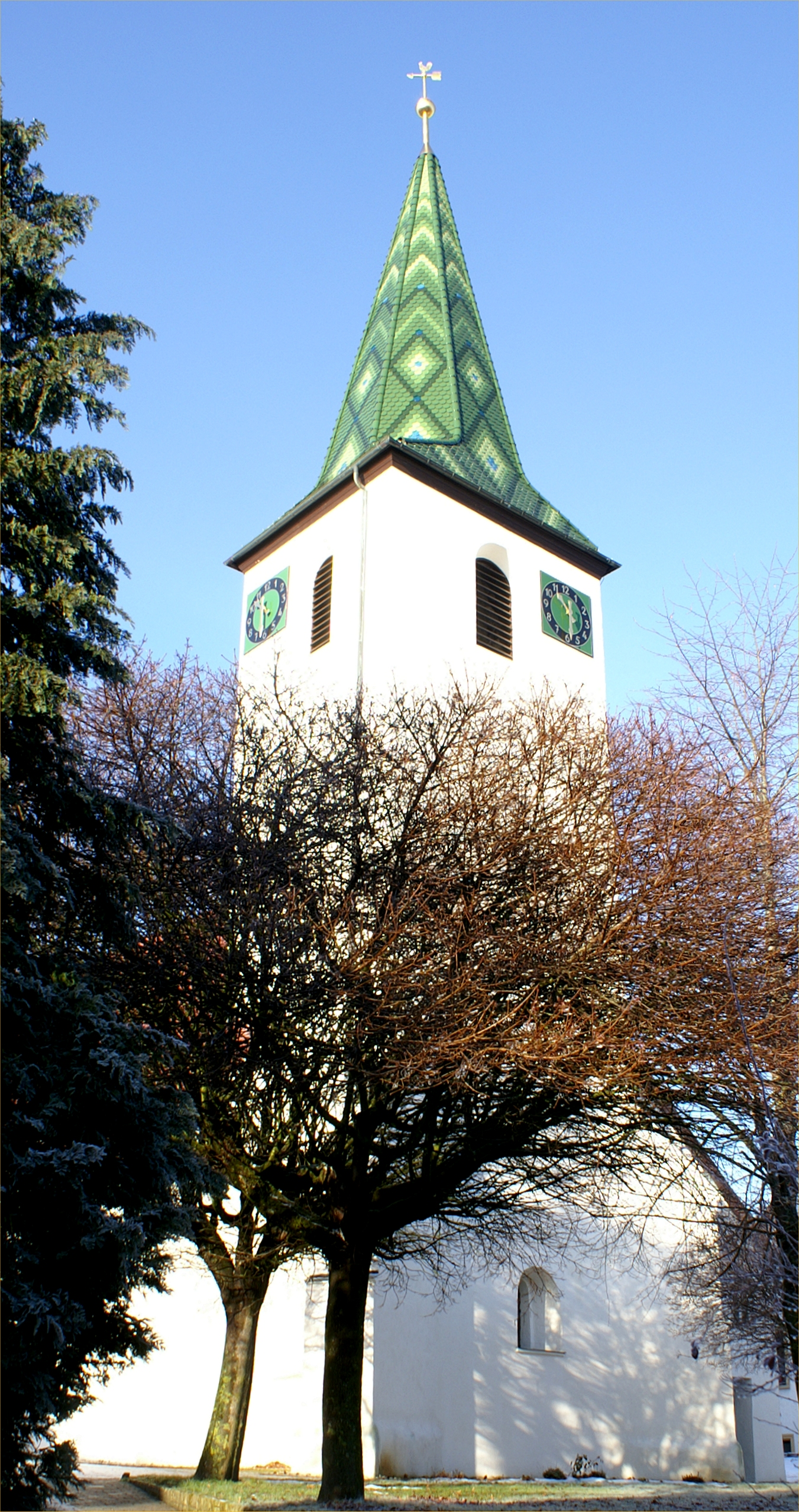
Kirche zu unserer lieben Frau in Machtolsheim

Die Kirchengemeinde Machtolsheim (ca. 700) umfasst den Stadtteil Machtolsheim der Stadt Laichingen. Der Stadtteil Suppingen bildet eine eigene Kirchengemeinde. Die Kernstadt und der Stadtteil Feldstetten bilden ebenfalls eigene Kirchengemeinden, jedoch innerhalb des Kirchenbezirks Bad Urach-Münsingen. Eine Kirche und Pfarrei Zu Unserer Lieben Frau wurde in Machtolsheim 1275 erstmals erwähnt. Der Kirchensatz gelangte über die Grafen von Helfenstein an das Kloster Blaubeuren. Nach der Reformation wurde die Liebfrauenkirche evangelische Pfarrkirche. Sie wurde als romanische Chorturmkirche erbaut, das Schiff wurde spätgotisch erneuert und dann barockisiert (Stuckdecke). Im Innern sind noch Reste einer Malerei des 14. Jahrhunderts erhalten. Künftig werden die Pfarrstellen Suppingen und Machtolsheim vereinigt. Es ist noch offen, wo der Sitz des Pfarramts sein wird.

### Kirchengemeinde Markbronn
Die Kirchengemeinde Markbronn (ca. ) umfasst den Ortsteil Markbronn (mit Dietingen) der Gemeinde Blaustein. Eine Kapelle St. Pankratius in Markbronn wurde 1527 erstmals erwähnt. Nach der Reformation wurde der Ort von Blaubeuren aus betreut. 1631 erhielt Markbronn einen eigenen Pfarrer. Seit 1820 gehört die Kirchengemeinde Markbronn zur Pfarrei Pappelau. Die heutige Kirche in Markbronn wurde 1874 erbaut, der Turm ist aber älter.
Dietingen blieb nach der Reformation katholisch. Die überwiegend erst nach dem Zweiten Weltkrieg zugezogenen evangelischen Bewohner wurden der Kirchengemeinde Markbronn zugeordnet.

### Kirchengemeinde Merklingen

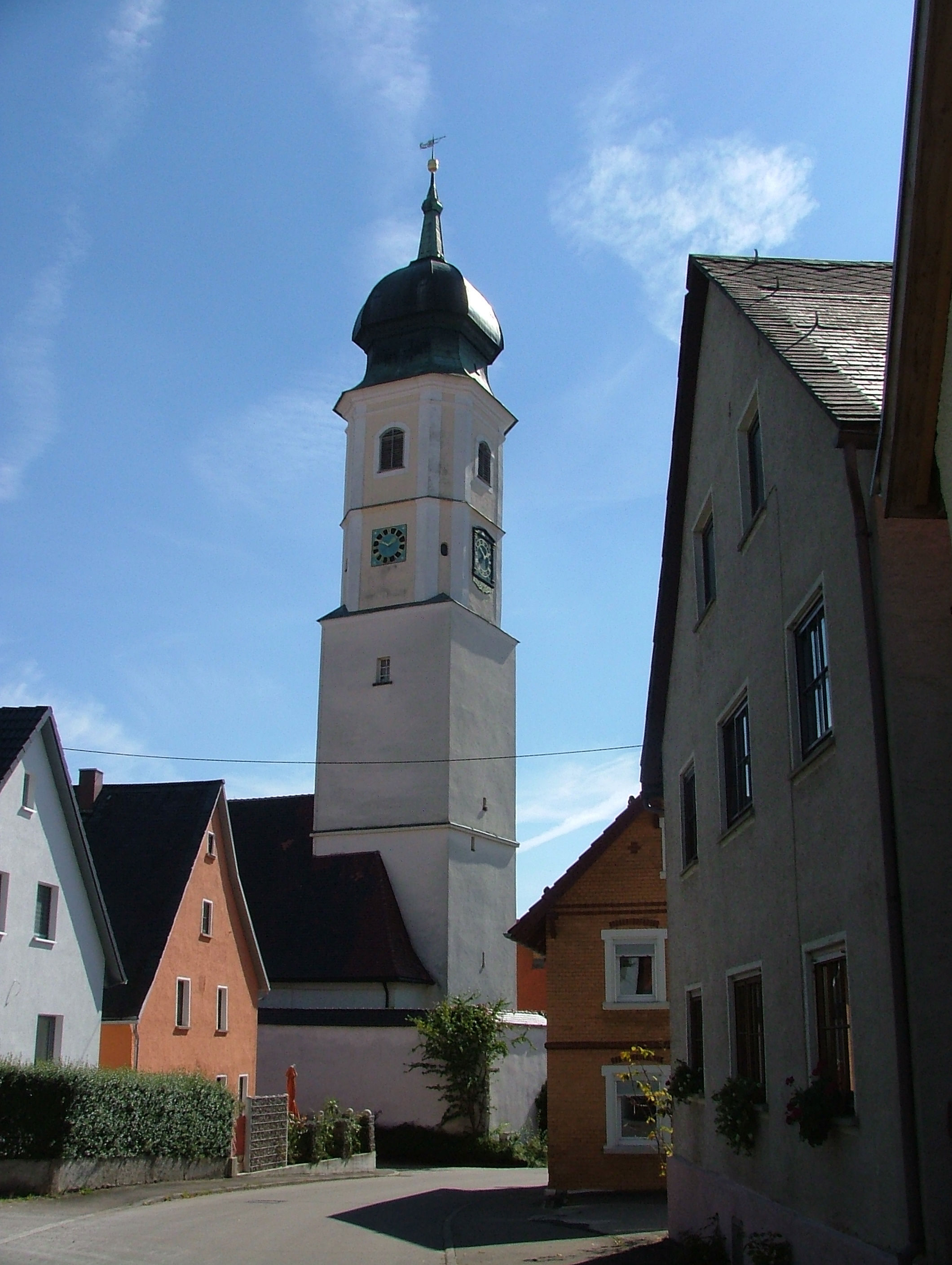
Evangelische Kirche Merklingen

Die Kirchengemeinde Merklingen (ca. 1.350) umfasst die Gemeinde Merklingen. Eine Kirche und Pfarrei wurde in Merklingen 1275 erstmals erwähnt. Ab 1512 wird sie St. Kaspar, Melchior und Balthasar genannt. Das Patronat hatten die Grafen von Helfenstein, die es 1331 dem Kloster Wiesensteig schenkten. Nach der Reformation wurde sie evangelische Pfarrkirche. Die Kirche Heilige Drei Könige ist ein spätgotischer Saalbau aus dem Ende des 15. Jahrhunderts. Der Turm hat ein Achteckobergeschoss und eine Haube aus der Barockzeit von 1797/98. Im Innern ist ein spätgotischer Schnitzaltar von 1510 erhalten.

### Kirchengemeinde Munderkingen

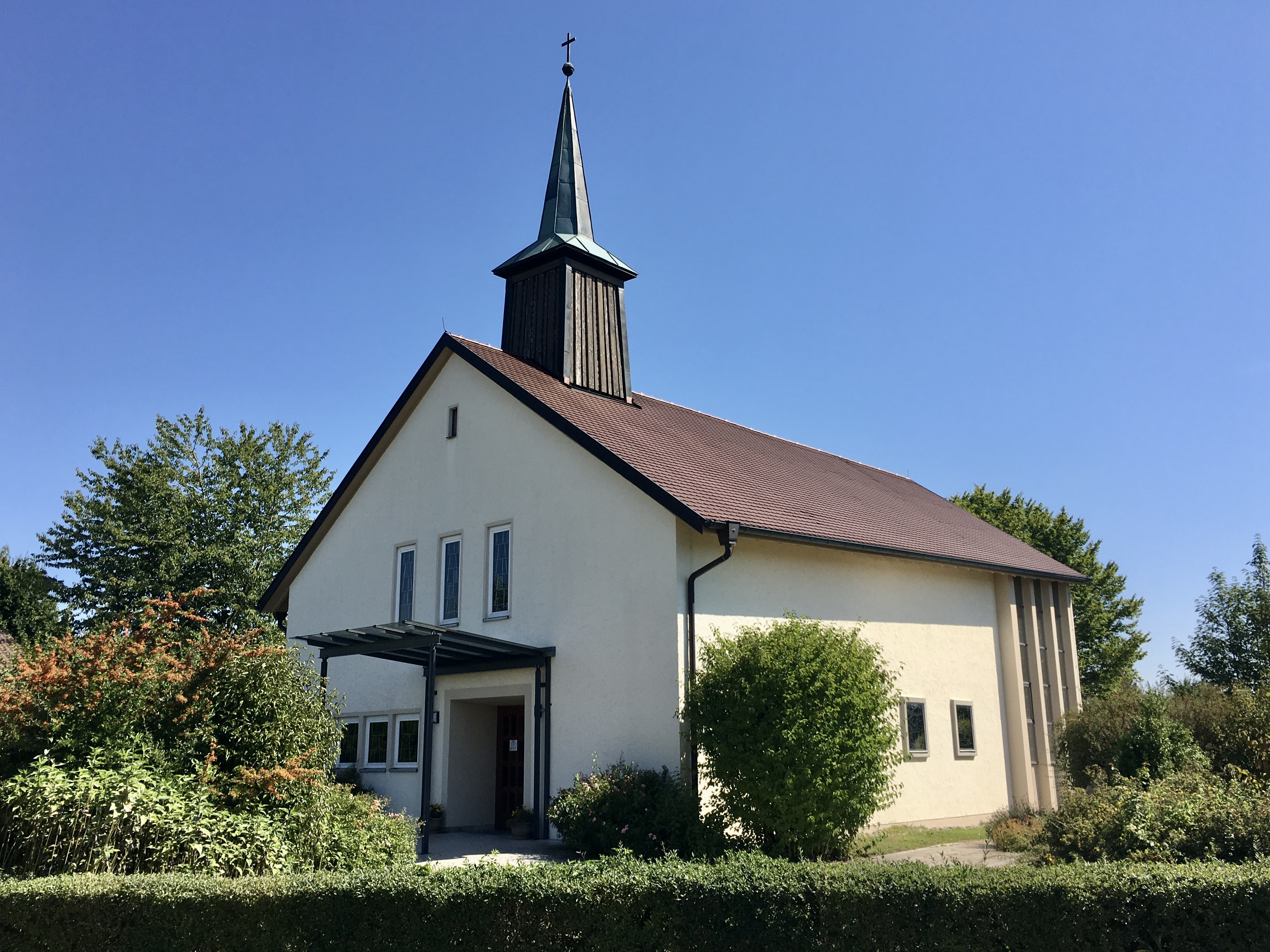
Christuskirche in Munderkingen

Die Kirchengemeinde Munderkingen (ca. 1.400) umfasst die Gemeinden Munderkingen (mit Algershofen), Emeringen, Emerkingen, Hausen am Bussen, Obermarchtal (mit Datthausen, Gütelhofen, Luppenhofen, Mittenhausen, Reutlingendorf), Rechtenstein, Untermarchtal und Unterwachingen im Alb-Donau-Kreis sowie die Ortsteile Dietershausen, Dieterskirch, Dobel, Herlighof, Oberwachingen und Schupfenberg der Gemeinde Uttenweiler im Landkreis Biberach. Die evangelischen Bewohner der Gemeinde Emeringen und der Obermarchtaler Ortsteile Datthausen und Reutlingendorf kamen erst mit Wirkung vom 1. Dezember 1983 zur Kirchengemeinde Munderkingen. Bis dahin gehörten sie zur Kirchengemeinde Zwiefalten im Kirchenbezirk Münsingen.
Munderkingen und sein Umland blieben nach der Reformation katholisch. Erst im 20. Jahrhundert und insbesondere nach dem Zweiten Weltkrieg zogen auch evangelische Bewohner zu. Sie wurden zunächst der Kirchengemeinde Rottenacker zugeteilt, die als einzige Gemeinde im gesamten Umkreis schon seit der Reformation evangelisch war. Aufgrund ständig wachsenden Zahl von Gemeindegliedern wurde 1953 in Munderkingen ein ständiges Vikariat eingerichtet und es wurden eigene Gottesdienste gefeiert, die zunächst in einem Hinterzimmer einer ortsansässigen Fabrikantenfamilie stattfanden. Dann wurde durch Bekanntmachung des Oberkirchenrats vom 11. Januar 1960 die Filialgemeinde Munderkingen der Muttergemeinde Rottenacker gebildet, welche die außerhalb des Ortes gelegene katholische Friedhofskapelle für ihre Gottesdienste nutzen konnte. Das Kultusministerium hatte die Filialkirchengemeinde Munderkingen mit Schreiben vom 9. Oktober 1959 als Körperschaft des öffentlichen Rechts anerkannt. 1959 hatte sich die Filialkirchengemeinde Munderkingen auch die heutige Christuskirche erbaut. Durch Bekanntmachung des Oberkirchenrats vom 26. Juli 1962 wurde die Filialkirchengemeinde Munderkingen dann von der Muttergemeinde Rottenacker gelöst und zur selbständigen Kirchengemeinde erhoben. 1964 wurde ein neues Pfarrhaus neben der Kirche erbaut und 1981 erfolgte der Neubau des Gemeindehauses neben dem Pfarrhaus. Heute finden neben der Christuskirche in Munderkingen auch in der Friedhofskirche in Obermarchtal regelmäßig evangelische Gottesdienste der Kirchengemeinde Munderkingen statt.

### Kirchengemeinde Nellingen-Oppingen

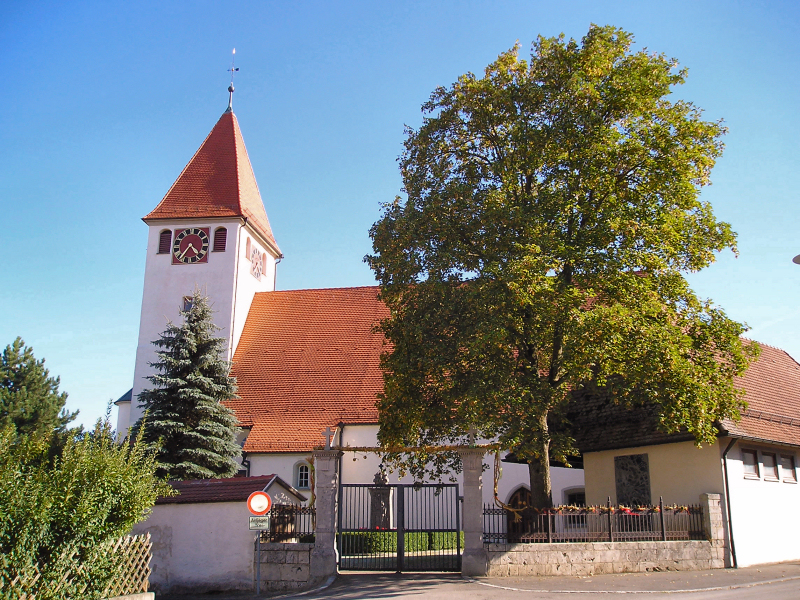
Andreaskirche in Nellingen

Die Kirchengemeinde Nellingen-Oppingen wurde zum 1. Januar 2021 durch Zusammenschluss der bis dahin selbständigen Kirchengemeinden Nellingen und Oppingen gebildet, die jedoch schon zuvor von einem gemeinsamen Pfarramt betreut wurden.
Die Kirchengemeinde Nellingen/Alb (ca. 1.300) umfasste den Hauptort der Gemeinde Nellingen. Eine Kirche und Pfarrei wurde bereits 1275 erstmals erwähnt. 1515 wurde sie St. Andreas genannt. Der Kirchensatz gelangte über die Grafen von Helfenstein an das Kloster Blaubeuren. Dann gehörte er wechselnden Herrschaften und kam 1482 an die Reichsstadt Ulm, welche die Reformation einführte. Die Andreaskirche, eine spätgotische Chorturmkirche, wurde 1878 erneuert. Die Holzdecke ist noch von 1492.
Die Kirchengemeinde Oppingen (ca. ) umfasste den Ortsteil Oppingen der Gemeinde Nellingen. Eine Kirche St. Michael wurde 1288 erstmals erwähnt. Sie war immer Filiale von Nellingen. Die Oppinger Kirche ist ein spätgotischer Bau, der im 18. Jahrhundert innen baulich verändert wurde. Der Turm ist von 1591.

### Kirchengemeinde Pappelau
Die Kirchengemeinde Pappelau (ca. 1.300) umfasst die Stadtteile Pappelau (mit Erstetten) und Beiningen der Stadt Blaubeuren sowie den Stadtteil Ringingen der Stadt Erbach (Donau). Eine Kirche und Pfarrei wurde in Pappelau bereits 1275 erwähnt. Sie war evtl. auf den Titel Unserer Lieben Frau geweiht. Die Kirche hat noch romanische Reste, der Chor stammt aus dem 14. Jahrhundert, das Schiff ist spätgotisch. Nach der Reformation wurde sie evangelische Pfarrkirche. Von Pappelau wurde auch Gerhausen betreut, bis dort eine eigene Pfarrei errichtet wurde. Erstetten wird seit der Reformation von Pappelau betreut. Das Pfarramt Pappelau betreut auch die Kirchengemeinde Markbronn.
Beiningen gehörte kirchlich stets zu Pappelau. Eine Kirche gibt es dort nicht. Ringingen blieb nach der Reformation katholisch. Die überwiegend erst nach dem Zweiten Weltkrieg zugezogenen evangelischen Bewohner wurden der Kirchengemeinde Pappelau zugeordnet.
Bis 1934 gehörten auch die evangelischen Bewohner der Gleißenburger Höfe zur Kirchengemeinde Pappelau. Durch Bekanntmachung des Oberkirchenrats vom 7. März 1934 wurden diese der Kirchengemeinde Blaubeuren zugeordnet. Bis 1960 gehörten ferner die evangelischen Bewohner des überwiegend katholischen Ortes Eggingen zur Kirchengemeinde Pappelau. Durch Bekanntmachung vom 4. April 1960 wurden diese in den Kirchenbezirk Ulm umgegliedert und der Kirchengemeinde Grimmelfingen zugeordnet.

### Kirchengemeinde Rottenacker

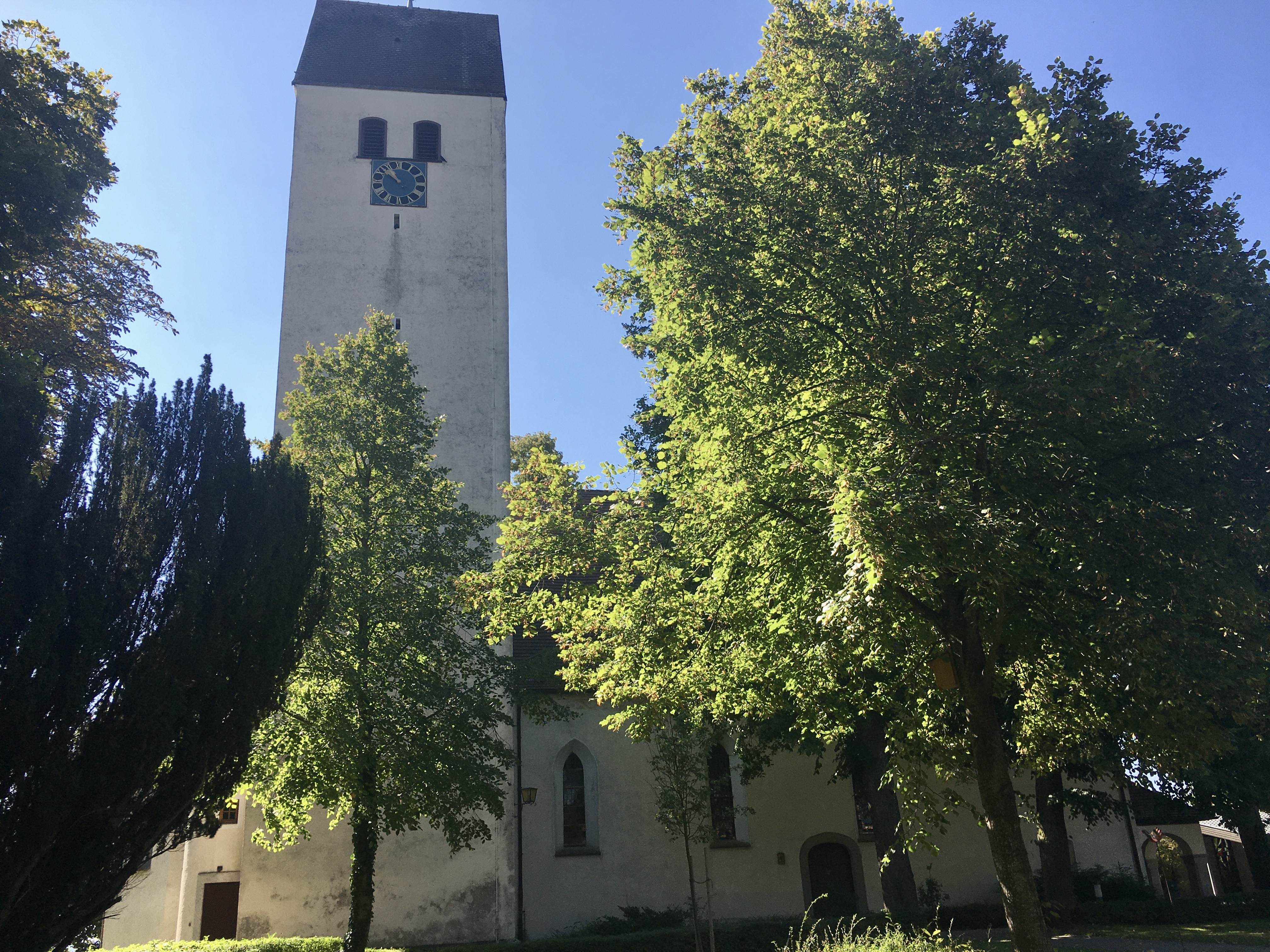
Wolfgangskirche Rottenacker

Die Kirchengemeinde Rottenacker (ca. 1.400) umfasst die Gemeinden Rottenacker, Grundsheim, Oberstadion (ohne Ortsteil Moosbeuren) und Unterstadion sowie die Stadtteile Herbertshofen, Kirchbierlingen und Volkersheim der Stadt Ehingen (Donau). Rottenacker war kirchlich zunächst Filiale von Neuburg. Im 14. Jahrhundert wurde Rottenacker eigene Pfarrei. Das Patronat der Kirche gelangte 1489 von den Herrlingen an das Kloster Blaubeuren und schließlich 1510 an die Gemeinde. 1536 wurde die Reformation eingeführt. Die heutige Kirche ist ein Bau von 1485. 1882 und 1963 wurde die Kirche renoviert.
Grundsheim, Oberstadion und dessen heutige Ortsteile Hundersingen und Mundeldingen (der Ortsteil Moosbeuren gehört zur Kirchengemeinde Attenweiler im Kirchenbezirk Biberach) sowie die heutigen Ehinger Stadtteile Herbertshofen, Kirchbierlingen und Volkersheim blieben nach der Reformation katholisch. Die überwiegend erst nach dem Zweiten Weltkrieg zugezogenen evangelischen Bewohner wurden der Kirchengemeinde Rottenacker zugeordnet.

### Kirchengemeinde Scharenstetten-Radelstetten

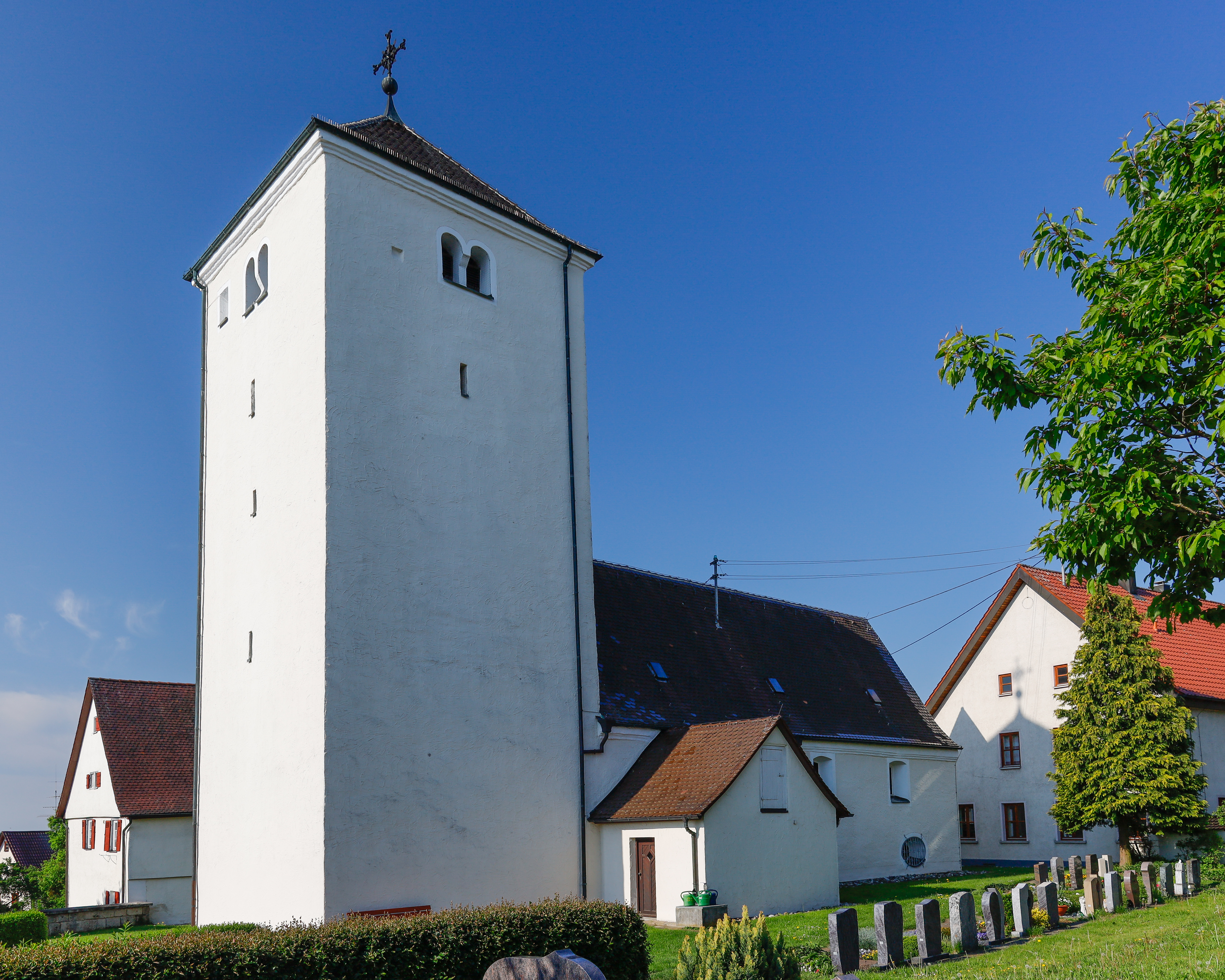
Laurentiuskirche in Scharenstetten

Die Kirchengemeinde Scharenstetten-Radelstetten wurde zum 1. Januar 2024 durch Zusammenschluss der bis dahin selbständigen Kirchengemeinden Scharenstetten und Radelstetten gebildet, die jedoch schon zuvor von einem gemeinsamen Pfarramt betreut wurden.
Die Kirchengemeinde Scharenstetten (ca. 700) umfasste den Ortsteil Scharenstetten der Gemeinde Dornstadt. Eine Kirche und Pfarrei wurde in Scharenstetten bereits 1275 erstmals erwähnt. 1502 wird sie St. Laurentius genannt. Nach der Reformation wurde sie evangelische Pfarrkirche. Die Laurentiuskirche hat noch einen romanischen Chorturm. Das Schiff ist hochbarock. 1958 deckte man im Chor Wandmalereien aus dem Jahr 1340/50 auf. Der Flügelaltar der Kirche datiert um 1440/50 und wurde aus dem Ulmer Münster hierher gebracht.

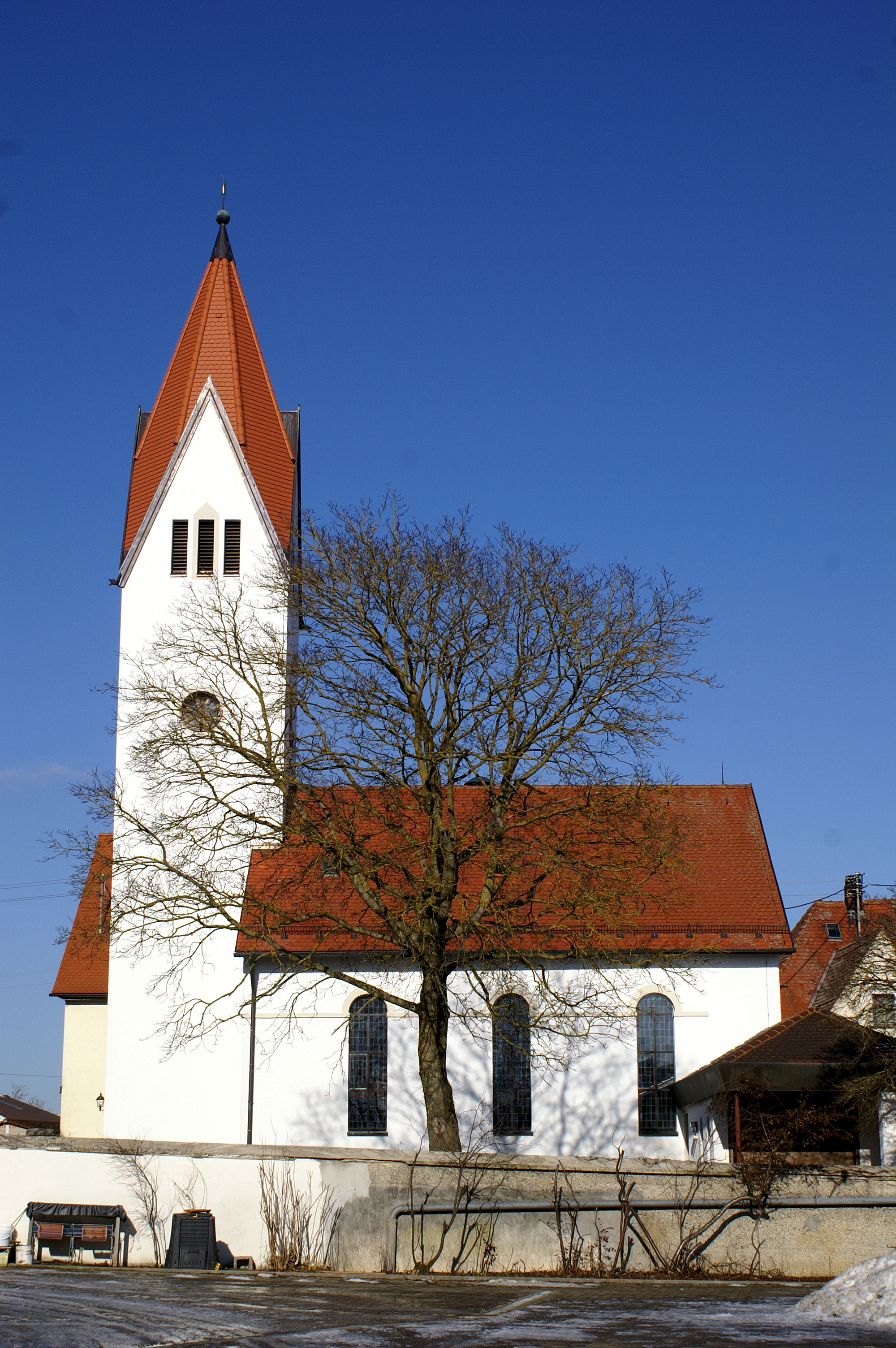
Evangelische Kirche in Radelstetten

Die Kirchengemeinde Radelstetten umfasste den Ortsteil Radelstetten der Gemeinde Lonsee. Eine Kirche wurde in Radelstetten bereits 1275 erstmals erwähnt. Ab 1740 wird sie St. Martin genannt. Sie war auch Sitz einer eigenen Pfarrei, die aber im Dreißigjährigen Krieg erlosch. Seither wurde die Kirchengemeinde Radelstetten vom Pfarramt Scharenstetten betreut.

### Kirchengemeinde Schelklingen
Die Kirchengemeinde Schelklingen (ca. 1.400) umfasst die Kernstadt und die Stadtteile Hausen ob Urspring und Schmiechen der Stadt Schelklingen. Die Stadtteile Sondernach, Gundershofen und Hütten bilden gemeinsam die Kirchengemeinde Sondernach und die Stadtteile Ingstetten und Justingen gehören zur Kirchengemeinde Ennabeuren (beide im Kirchenbezirk Bad-Urach-Münsingen).
Schelklingen sowie Hausen ob Urspring und Schmiechen blieben nach der Reformation katholisch. Die überwiegend erst nach dem Zweiten Weltkrieg zugezogenen evangelischen Bewohner wurden zunächst der Kirchengemeinde Weiler (Blaubeuren) zugeordnet, bevor in Schelklingen eine eigene Filialkirchengemeinde errichtet wurde. Durch Bekanntmachung des Oberkirchenrats vom 18. April 1955 wurde die Filialkirchengemeinde Schelklingen von der Muttergemeinde Weiler gelöst und zur selbständigen Kirchengemeinde erhoben. Ihr wurden später auch die evangelischen Bewohner der Nachbarorte Hausen ob Urspring und Schmiechen zugeordnet. 1956 erhielt Schelklingen auch eine eigene Pfarrei und 1960 wurde dann eine eigene Kirche, die Pauluskirche erbaut. Heute finden neben den Gottesdiensten in der Pauluskirche auch regelmäßig in der katholischen Kirche in Schmiechen evangelische Gottesdienste statt.

### Kirchengemeinde Seißen
Die Kirchengemeinde Seißen (ca. 900) umfasst den Stadtteil Seißen der Stadt Blaubeuren. Eine Kirche wurde in Seißen bereits 1150 erstmals erwähnt. Ab 1710 wird sie St. Nikolaus genannt. Sie war im Besitz des Klosters Blaubeuren, das die Patronatsrechte von den Grafen von Helfenstein erhalten hatte. Die heutige Kirche wurde 1651 nach einem Brand des Vorgängerbaus neu erbaut. Romanische Reste des Schiffs und der gotische Turm aus dem 15. Jahrhundert sind noch erhalten.
Bis 1947 gehörte der Weiler „Am Weilerhang“ zur Kirchengemeinde Seißen. Durch Bekanntmachung des Oberkirchenrats vom 23. August 1947 wurde dieser der Kirchengemeinde Weiler zugeordnet. Die Kirchengemeinden Seißen und Suppingen werden von einem gemeinsamen Pfarramt betreut.

### Kirchengemeinde Suppingen
Die Kirchengemeinde Suppingen (ca. 650) umfasst den Stadtteil Suppingen der Stadt Laichingen. Zunächst war Suppingen kirchliche Filiale von Laichingen. 1471 wurde eine Kapelle zur Hl. Brigitta in Suppingen erwähnt. An ihr wurde 1481 eine Frühmesspfründe gestiftet und 1569 eine eigene Pfarrei errichtet. Das Patronat der Kapelle hatte bis zur Reformation das Kloster Blaubeuren. Die Pfarrkirche ist spätgotisch, das Schiff manieristisch aus dem Jahr 1569 mit neugotischer Umgestaltung aus den Jahren 1860/62. Die Kirchengemeinden Seißen und Suppingen werden von einem gemeinsamen Pfarramt betreut.

### Kirchengemeinde Treffensbuch

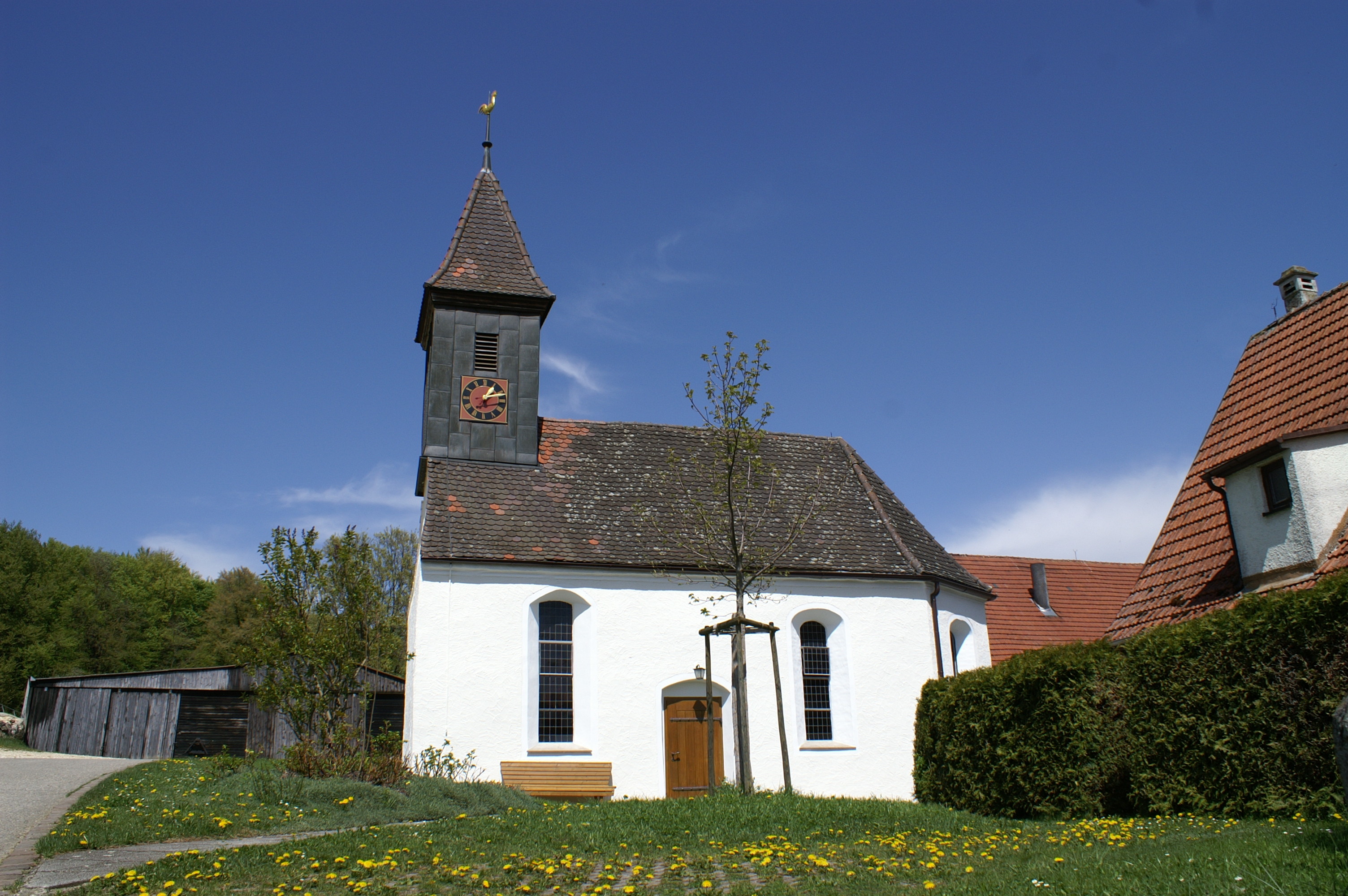
Evangelische Kirche in Treffensbuch

Die Kirchengemeinde Treffensbuch (ca. ) umfasst den Ortsteil Treffensbuch der Gemeinde Berghülen. Treffensbuch war möglicherweise im 12. Jahrhundert eigene Pfarrei, dann Filiale von Bermaringen. Die Kirche zum Hl. Christophorus und Margarete wurde 1142 geweiht und 1886 umgebaut. Seit 1812 wird die Kirchengemeinde Treffensbuch vom Pfarramt Berghülen betreut.

### Kirchengemeinde Weiler

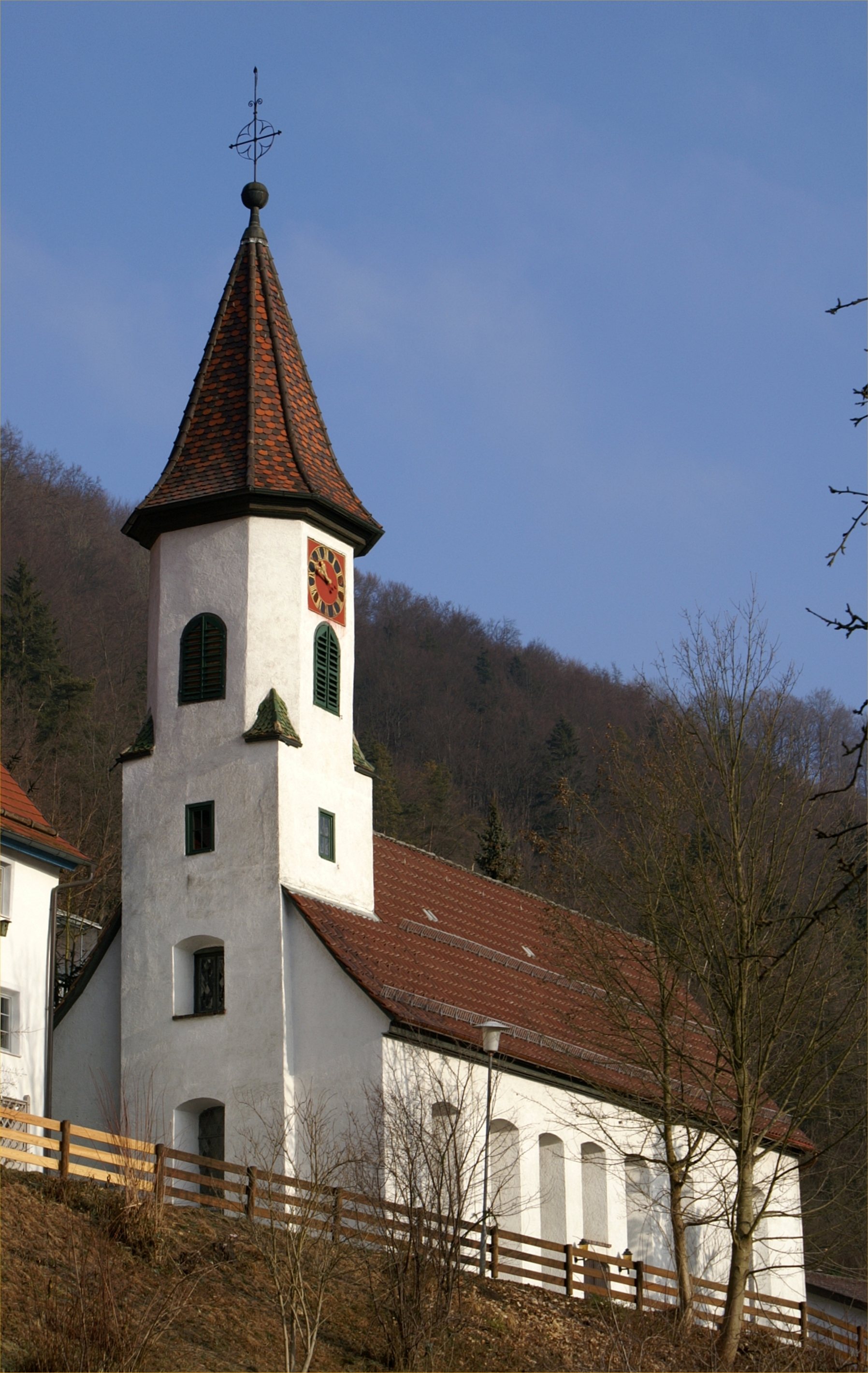
Evangelische Kirche in Weiler

Die Kirchengemeinde Weiler (ca. ) umfasst den Stadtteil Weiler der Stadt Blaubeuren und den Weiler „Am Weilerhang“, der bis 1947 noch zur Kirchengemeinde Seißen gehörte und durch Bekanntmachung des Oberkirchenrats vom 23. August 1947 der Kirchengemeinde Weiler zugeordnet wurde.
1240 wurde in Weiler eine Einsiedlerklause erwähnt. Im 14. Jahrhundert entstand ein Beginenkloster, deren Nonnen sich zunächst der Reformation durch Württemberg widersetzen konnten, dann aber ins Kloster Welden bei Augsburg gingen. Die Klostergebäude wurden 1640 zerstört. Eine Kirche wurde in Weiler schon 1155 erwähnt. 1322 stiftete Ulrich von Weiler dort eine Kaplanei, die nach der Reformation aufgehoben wurde. Danach versah ein Helfer des Pfarrers aus Blaubeuren die Amtsgeschäfte in Weiler. Die alte Kirche brannte im 19. Jahrhundert aus. Danach wurde sie 1851 umgebaut. Schelklingen war früher Filialkirchengemeinde von Weiler. Durch Bekanntmachung des Oberkirchenrats vom 18. April 1955 wurde die Filialkirchengemeinde Schelklingen von der Muttergemeinde Weiler gelöst und zur selbstständigen Kirchengemeinde erhoben. Seit November 2013 ist Weiler dem Pfarramt II in Blaubeuren zugeordnet.

### Kirchengemeinde Weilersteußlingen
Die Kirchengemeinde Weilersteußlingen (ca. 650) umfasst die Ortsteile Weilersteußlingen, Ennahofen und Grötzingen der Gemeinde Allmendingen sowie den Stadtteil Frankenhofen (ohne Karlshof) der Stadt Ehingen (Donau). Eine Kirche St. Pankratius wurde in Weilersteußlingen 1530 erstmals erwähnt. Da im 16. Jahrhundert auch ein Friedhof erwähnt ist, wird angenommen, dass auch eine Pfarrei bestand. 1582 wurden die Reformation eingeführt und eine evangelische Pfarrei gebildet. Die heutige Kirche in Weilersteußlingen wurde 1755 neu erbaut und 1855 erweitert. Dabei wurde der Turm des Vorgängerbaus übernommen. 1971 wurde die Kirche renoviert.
In Ennahofen ist 1565 eine Kirche St. Lucia erwähnt. Sie wurde 1790 abgebrochen. Die Reformation wurde 1582 eingeführt. Im Mittelalter war der Ort wohl Sitz einer Pfarrei, da die Kirche von einem Friedhof umgeben war. Die Pfarrei wurde aber aufgehoben und seither ist Ennahofen Filiale von Weilersteußlingen. Auch in Grötzingen wurde 1234 eine Pfarrei erwähnt. Eine Kirche St. Georg ist 1545 bezeugt. Jedoch ist auch Grötzingen seit der Reformation 1582 Filiale von Weilersteußlingen.
Frankenhofen blieb nach der Reformation katholisch. Die überwiegend erst nach dem Zweiten Weltkrieg zugezogenen evangelischen Bewohner wurden der Kirchengemeinde Weilersteußlingen zugeordnet. Der zu Frankenhofen gehörige Karlshof gehörte bis 1934 noch zur Kirchengemeinde Weilersteußlingen. Durch Bekanntmachung des Oberkirchenrats vom 7. März 1934 wurde dieser jedoch in den Kirchenbezirk Münsingen umgegliedert und der Kirchengemeinde Sondernach zugeordnet.

## Archivquellen
- Bestand: Visitationsberichte.   Landeskirchliches Archiv Stuttgart. 1581–1822.   Signatur: A 1.
- Bestand: Kirchenvisitationsakten.   Hauptstaatsarchiv Stuttgart. ca. 1601–1840.   Signatur: A 281.
- Bestand: Ortsakten [mit Digitalisaten der Pfarrbeschreibungen und Pfarrberichte (darin u. a.: Chronik, Filialverhältnisse)].   Landeskirchliches Archiv Stuttgart. ca. 1550–1923.   Signatur: A 29.
- Bestand: Ortsakten [mit Digitalisaten der Pfarrberichte (darin u. a.: Filialverhältnisse)].   Landeskirchliches Archiv Stuttgart. ca. 1924–1966.   Signatur: A 129.
- Bestand: Ortsakten [mit Visitationsberichten].   Landeskirchliches Archiv Stuttgart. ca. 1967–1989.   Signatur: A 229.
- Archivgut: Dekanatsarchive.   Landeskirchliches Archiv Stuttgart.   Signatur: F-Bestände.
- Archivgut: Pfarrarchive.   Landeskirchliches Archiv Stuttgart.   Signatur: G-Bestände.